# Lista kościołów na Malcie
Na małym wyspiarskim państwie Malta kościół czy kaplica jest powszechnym elementem w krajobrazie. Wiele maltańskich kościołów dominuje na tle nieba, a kopuły i iglice są zazwyczaj widoczne z każdego miejsca na wyspie. Łatwo można trafić do centrum miasta lub wioski kierując się na kościół parafialny, mimo że w wielu z nich znajduje się po kilka kościołów i kaplic.
Na wyspach Malta i Gozo, które mają dwie osobne diecezje, znajduje się ponad 300 kościołów. Z tej liczby, 78 to parafie (63 na Malcie i 15 na Gozo) a sześć to parafie państwowe.
Oznacza to, że na 1 km² przypada nieco ponad 1 kościół. Na Malcie każda miejscowość ma swój kościół parafialny, poza dosłownie dwoma lub trzema małymi wioskami. Są również miasta, w których jest więcej niż jedna siedziba parafii, np. Sliema lub Birkirkara, z których każde posiada cztery parafie. Na liście poniżej ujęte są prawie wszystkie kościoły na Malcie, Gozo i Comino, począwszy od katedr i bazylik mniejszych, poprzez kościoły parafialne, a skończywszy na innych kościołach i kaplicach.

## Lista katedr, bazylik, kościołów parafialnych oraz innych kościołów i kaplic na Malcie i Gozo
| Miejscowość            | Status                          | Wezwanie                                                  | Położenie                                                             | Wyznanie                                                                                   | Święto                          | Zobacz też                                                                           | Zdjęcie |
| ---------------------- | ------------------------------- | --------------------------------------------------------- | --------------------------------------------------------------------- | ------------------------------------------------------------------------------------------ | ------------------------------- | ------------------------------------------------------------------------------------ | ------- |
| Mdina                  | Katedra Metropolitalna, Parafia | św. Pawła                                                 | St Paul Square (Pjazza San Pawl)                                      | rzymskokatolickie                                                                          | 29 czerwca                      | Katedra Świętego Pawła w Mdinie                                                      |         |
| Valletta               | Konkatedra                      | św. Jana Chrzciciela                                      | St John Square (Pjazza San Ġwann)                                     | rzymskokatolickie                                                                          | 24 czerwca                      | Konkatedra świętego Jana w Valletcie                                                 |         |
| Valletta               | Prokatedra                      | św. Pawła                                                 | Independence Square (Pjazza Indipendenza)                             | anglikańskie (Kościół Anglii)                                                              |                                 | Prokatedra św. Pawła w Valletcie                                                     |         |
| Birkirkara             | Kolegiata, Bazylika, Parafia    | św. Heleny                                                | Sanctuary Street (Triq is-Santwarju)                                  | rzymskokatolickie                                                                          | 3 maja, 18 sierpnia             | Bazylika św. Heleny w Birkirkarze                                                    |         |
| Għarb                  | Bazylika                        | Matki Bożej z Ta’ Pinu                                    | Ta’ Pinu                                                              | rzymskokatolickie                                                                          | 22 czerwca                      | Kościół Ta’ Pinu                                                                     |         |
| Għarb                  | Kolegiata, Bazylika, Parafia    | Nawiedzenia św. Elżbiety przez Maryję                     | Trux Street (Triq Tat-Trux)                                           | rzymskokatolickie                                                                          | 1. niedziela lipca              | Bazylika Nawiedzenia w Għarb                                                         |         |
| Isla (Senglea)         | Kolegiata, Bazylika, Parafia    | Narodzenia Matki Bożej                                    | St. Laurence Street (Triq San Lawrenz)                                | rzymskokatolickie                                                                          | 8 września                      | Bazylika Narodzenia Najświętszej Maryi Panny w Senglei                               |         |
| Nadur                  | Kolegiata, Bazylika, Parafia    | św. Piotra i św. Pawła                                    | 28 April 1688 Square (Pjazza t-28 ta’ April, 1688)                    | rzymskokatolickie                                                                          | 29 czerwca                      | Bazylika św. Piotra i św. Pawła w Nadur                                              |         |
| Rabat                  | Kolegiata, Bazylika, Parafia    | św. Pawła                                                 | Main Street (Triq il-Kbira)                                           | rzymskokatolickie                                                                          | 1. niedziela lipca              | Bazylika św. Pawła w Rabacie                                                         |         |
| Valletta               | Bazylika, Parafia               | Matki Bożej Bezpiecznej Przystani i św. Dominika          | Merchant Street (Triq il-Merkanti)                                    | rzymskokatolickie                                                                          |                                 | Bazylika Matki Bożej Bezpiecznej Przystani i św. Dominika w Valletcie                |         |
| Valletta               | Bazylika                        | Matki Bożej z Góry Karmel                                 | Old Theatre Street (Triq it-Teatru il-Qadim)                          | rzymskokatolickie                                                                          | 16 lipca                        | Bazylika Matki Bożej z Góry Karmel w Valletcie                                       |         |
| Rabat, Gozo (Victoria) | Kolegiata, Bazylika, Parafia    | św. Jerzego                                               | St George’s Square (Pjazza San Ġorġ)                                  | rzymskokatolickie                                                                          | 3. niedziela lipca              | Bazylika św. Jerzego w Victorii                                                      |         |
| Xagħra                 | Kolegiata, Bazylika, Parafia    | Narodzenia Matki Bożej                                    | Victory Square (Pjazza Vitorja)                                       | rzymskokatolickie                                                                          | 8 września                      | Bazylika Narodzenia Najświętszej Maryi Panny w Xagħrze                               |         |
| Attard                 | Parafia                         | Wniebowzięcia Najświętszej Maryi Panny                    | Main Street (Triq il-Kbira)                                           | rzymskokatolickie                                                                          | 15 sierpnia                     | Kościół Wniebowzięcia Najświętszej Maryi Panny w Attard                              |         |
| Balzan                 | Parafia                         | Zwiastowania                                              | Dmejda Street (Triq l-Idmejda)                                        | rzymskokatolickie                                                                          | 2. niedziela lipca              | Kościół Zwiastowania w Balzan                                                        |         |
| Birgu (Vittoriosa)     | Kolegiata, Parafia              | św. Wawrzyńca                                             | Charity Street (Triq il-Karità)                                       | rzymskokatolickie                                                                          | 10 sierpnia                     | Kolegiata św. Wawrzyńca w Birgu                                                      |         |
| Birkirkara             | Parafia                         | Matki Bożej z Góry Karmel                                 | Fleur-de-Lys                                                          | rzymskokatolickie                                                                          | 1. niedziela lipca              | Kościół Matki Bożej z Góry Karmel we Fleur-de-Lys                                    |         |
| Birkirkara             | Parafia                         | św. Józefa Robotnika                                      | Bwieraq Street (Triq il-Bwieraq)                                      | rzymskokatolickie                                                                          | 1 maja                          |                                                                                      |         |
| Birkirkara             | Parafia                         | Wniebowzięcia Najświętszej Maryi Panny                    | E.B. Vella Street (Triq E.B. Vella)                                   | rzymskokatolickie                                                                          | 15 sierpnia                     | Kościół Wniebowzięcia Najświętszej Maryi Panny w Birkirkarze                         |         |
| Birkirkara             | Parafia                         | św. George Preca                                          | Swatar                                                                | rzymskokatolickie                                                                          | 9 maja                          |                                                                                      |         |
| Birżebbuġa             | Parafia                         | Świętego Piotra w Okowach                                 | Church Square (Misraħ il-Knisja)                                      | rzymskokatolickie                                                                          | 1. niedziela sierpnia           |                                                                                      |         |
| Bormla (Cospicua)      | Kolegiata, Parafia              | Niepokalanego Poczęcia Matki Bożej                        | Bull Street (Triq il-Gendus)                                          | rzymskokatolickie                                                                          | 8 grudnia                       | Kolegiata Niepokalanego Poczęcia Najświętszej Maryi Panny w Bormli                   |         |
| Dingli                 | Parafia                         | Wniebowzięcia Matki Bożej                                 | Parish Street (Triq il-Parroċċa)                                      | rzymskokatolickie                                                                          | Niedziela po 15 sierpnia        | Kościół Wniebowzięcia Najświętszej Maryi Panny w Dingli                              |         |
| Fgura                  | Parafia                         | Matki Bożej z Góry Karmel                                 | Hompesch Road (Triq Hompesch)                                         | rzymskokatolickie                                                                          | 2. niedziela lipca              | Kościół Matki Bożej z Góry Karmel we Fgurze                                          |         |
| Floriana               | Parafia                         | św. Publiusza                                             | St Publius Square (Pjazza San Publju)                                 | rzymskokatolickie                                                                          | 2. niedziela po Wielkanocy      | Kościół św. Publiusza we Florianie                                                   |         |
| Fontana                | Parafia                         | Najświętszego Serca Jezusa                                | Spring Street (Triq tal-Għajn)                                        | rzymskokatolickie                                                                          | czerwiec                        | Kościół Najświętszego Serca Pana Jezusa w Fontanie                                   |         |
| Gudja                  | Parafia                         | Wniebowzięcia Matki Bożej                                 | Chaplin Street (Triq il-Kappillan)                                    | rzymskokatolickie                                                                          | 15 sierpnia                     | Kościół Wniebowzięcia Najświętszej Maryi Panny w Gudji                               |         |
| Għajnsielem            | Parafia                         | Matki Bożej z Loreto                                      | J.F. De Chambray Street (Triq J.F. De Chambray)                       | rzymskokatolickie                                                                          |                                 | Kościół Matki Bożej z Loreto w Għajnsielem                                           |         |
| Għargħur               | Parafia                         | św. Bartłomieja                                           | Ferdinand Street (Triq Ferdinand)                                     | rzymskokatolickie                                                                          | sierpień                        | Kościół św. Bartłomieja w Għargħur                                                   |         |
| Għasri                 | Parafia                         | Bożego Ciała (Corpus Christi)                             | Our Saviour’s Square (Pjazza Salvatur)                                | rzymskokatolickie                                                                          | 1./2. niedziela czerwca         | Kościół Bożego Ciała w Għasri                                                        |         |
| Għaxaq                 | Parafia                         | Wniebowzięcia Matki Bożej                                 | Labour Avenue (Vjal il-Labour)                                        | rzymskokatolickie                                                                          | 15 sierpnia                     | Kościół Wniebowzięcia Najświętszej Maryi Panny w Għaxaq                              |         |
| Gżira                  | Parafia                         | Matki Bożej z Góry Karmel                                 | Manoel De Vilhena Street (Triq Manwel De Vilhena)                     | rzymskokatolickie                                                                          | 2. niedziela lipca              | Kościół Matki Bożej z Góry Karmel w Gżirze                                           |         |
| Ħamrun                 | Parafia                         | Niepokalanego Poczęcia Matki Bożej                        | Manoel Magri Street (Triq Manwel Magri)                               | rzymskokatolickie                                                                          | 1. niedziela lipca              | Kościół Niepokalanego Poczęcia Najświętszej Maryi Panny w Ħamrun                     |         |
| Ħamrun                 | Parafia                         | św. Kajetana                                              | St. Joseph High Street (Triq il-Kbira San Ġużepp)                     | rzymskokatolickie                                                                          | sierpień                        | Kościół św. Kajetana w Ħamrun                                                        |         |
| Iklin                  | Parafia                         | Świętej Rodziny                                           | Ninu Cremona Square (Pjazza Ninu Cremona)                             | rzymskokatolickie                                                                          |                                 |                                                                                      |         |
| Kalkara                | Parafia                         | św. Józefa                                                | Archbishop Gonzi Square (Misraħ l-Arċisqof Gonzi)                     | rzymskokatolickie                                                                          | 2. niedziela lipca              |                                                                                      |         |
| Kerċem                 | Parafia                         | św. Grzegorza i Matki Bożej z Soccorso                    | St. Gregory Street (Triq San Girgor)                                  | rzymskokatolickie                                                                          | 2. niedziela lipca              |                                                                                      |         |
| Kirkop                 | Parafia                         | św. Leonarda                                              | Parish Street (Triq il-Parroċċa)                                      | rzymskokatolickie                                                                          | 4. niedziela sierpnia           | Kościół św. Leonarda w Kirkop                                                        |         |
| Lija                   | Parafia                         | Przemienienia Pańskiego                                   | Transfiguration Square (Misraħ tat-Trasfigurazzjoni)                  | rzymskokatolickie                                                                          | 6 sierpnia                      | Kościół Przemienienia Pańskiego w Lii                                                |         |
| Luqa                   | Parafia                         | św. Andrzeja                                              | Church Square (Misraħ tal-Knisja)                                     | rzymskokatolickie                                                                          | 1. niedziela lipca              | Kościół św. Andrzeja w Luqa                                                          |         |
| Marsa                  | Parafia                         | Trójcy Świętej                                            | Balbi Street (Triq Balbi)                                             | rzymskokatolickie                                                                          | Niedziela Trójcy Świętej        | Kościół Trójcy Świętej w Marsie                                                      |         |
| Marsa                  | Parafia                         | Matki Bożej Królowej Nieba                                | N Sacco Street (Triq N Sacco)                                         | rzymskokatolickie                                                                          |                                 |                                                                                      |         |
| Marsaskala             | Parafia                         | Świętej Anny                                              | St. George Street (Triq San Ġorġ)                                     | rzymskokatolickie                                                                          | lipiec                          |                                                                                      |         |
| Marsaxlokk             | Parafia                         | Matki Bożej z Pompei                                      | Fishermen’s Strand (Xatt is-Sajjieda)                                 | rzymskokatolickie                                                                          | 4. niedziela lipca              | Kościół Matki Bożej z Pompei w Marsaxlokk                                            |         |
| Mellieħa               | Parafia                         | Narodzenia Matki Bożej                                    | Parish Square (Misraħ il-Parroċċa)                                    | rzymskokatolickie                                                                          | 8 września                      | Kościół Narodzenia Najświętszej Maryi Panny w Mellieħa                               |         |
| Mellieħa               | Parafia                         | św. Józefa                                                | Manikata, Mellieha Street (Triq il-Mellieha)                          | rzymskokatolickie                                                                          |                                 | Kościół św. Józefa w Manikacie                                                       |         |
| Mġarr                  | Parafia                         | Wniebowzięcia Matki Bożej                                 | Dun Edgar Street (Triq Dun Edgar)                                     | rzymskokatolickie                                                                          | Niedziela po 15 sierpnia        | Kościół Wniebowzięcia Najświętszej Maryi Panny w Mġarr                               |         |
| Mosta                  | Bazylika, Parafia               | Wniebowzięcia Matki Bożej                                 | Church Street (Triq il-Knisja)                                        | rzymskokatolickie                                                                          | 15 sierpnia                     | Rotunda w Moście                                                                     |         |
| Mqabba                 | Parafia                         | Wniebowzięcia Matki Bożej                                 | Church Square (Misraħ il-Knisja)                                      | rzymskokatolickie                                                                          | 15 sierpnia                     | Kościół Wniebowzięcia Najświętszej Maryi Panny w Mqabbie                             |         |
| Msida                  | Parafia                         | św. Józefa                                                | Church Street (Triq il-Knisja)                                        | rzymskokatolickie                                                                          | lipiec                          | Kościół św. Józefa w Msidzie                                                         |         |
| Mtarfa                 | Parafia                         | Świętej Łucji                                             | Maltese Regiments Street (Triq ir-Reġimenti Maltin)                   | rzymskokatolickie                                                                          | 13 grudnia                      | Kościół św. Łucji w Mtarfie                                                          |         |
| Munxar                 | Parafia                         | św. Pawła                                                 | 12 December Street (Triq it-Tnax ta’ Diċembru)                        | rzymskokatolickie                                                                          | Ostatnia niedziela maja         | Kościół św. Pawła Rozbitka w Munxar                                                  |         |
| Naxxar                 | Parafia                         | Narodzenia Matki Bożej                                    | Victory Square (Misraħ il-Vittorja)                                   | rzymskokatolickie                                                                          | 8 września                      | Kościół Narodzenia Matki Bożej w Naxxar                                              |         |
| Paola                  | Parafia                         | Chrystusa Króla                                           | Antoine De Paule Square (Pjazza Antoine De Paule)                     | rzymskokatolickie                                                                          | Ostatnia niedziela lipca        | Bazylika Chrystusa Króla w Paoli                                                     |         |
| Paola                  | Parafia                         | Matki Bożej z Lourdes                                     | Brittany Street (Triq Brittanja)                                      | rzymskokatolickie                                                                          | sierpień                        |                                                                                      |         |
| Pembroke               | Parafia                         | Zmartwychwstania Jezusa                                   | George Mitrovich Street (Triq Ġorġ Mitrovich)                         | rzymskokatolickie                                                                          |                                 |                                                                                      |         |
| Pietà                  | Parafia                         | Matki Bożej Fatimskiej                                    | St. Monica Street (Triq Santa Monika)                                 | rzymskokatolickie                                                                          |                                 |                                                                                      |         |
| Qala                   | Parafia                         | św. Józefa                                                | St. Joseph Square (Pjazza San Ġużepp)                                 | rzymskokatolickie                                                                          |                                 |                                                                                      |         |
| Qormi                  | Parafia                         | św. Jerzego                                               | Oratory Street (Triq l-Oratorju)                                      | rzymskokatolickie                                                                          | 4. niedziela czerwca            | Kolegiata św. Jerzego w Qormi                                                        |         |
| Qormi                  | Parafia                         | św. Sebastiana                                            | St. Bartholomeo Street (Triq San Bartolomew)                          | rzymskokatolickie                                                                          | 3. niedziela lipca              | Kościół św. Sebastiana w Qormi                                                       |         |
| Qrendi                 | Parish                          | Wniebowzięcia Matki Bożej                                 | Parish Street (Triq il-Parroċċa)                                      | rzymskokatolickie                                                                          | 15 sierpnia                     | Kościół Wniebowzięcia Najświętszej Maryi Panny w Qrendi                              |         |
| Safi                   | Parafia                         | św. Pawła                                                 | St. Mary Street (Triq Santa Marija)                                   | rzymskokatolickie                                                                          |                                 | Kościół Nawrócenia św. Pawła w Safi                                                  |         |
| St. Julian’s           | Parafia                         | św. Juliana                                               | Spinola                                                               | rzymskokatolickie                                                                          |                                 |                                                                                      |         |
| St. Julian’s           | Parafia                         | Matki Bożej z Góry Karmel                                 | Balluta                                                               | rzymskokatolickie                                                                          | lipiec                          | Kościół Matki Bożej z Góry Karmel w Balluta Bay (St. Julian’s)                       |         |
| San Ġwann              | Parafia                         | Matki Bożej z Lourdes                                     | Lourdes Square (Misraħ Lourdes)                                       | rzymskokatolickie                                                                          |                                 |                                                                                      |         |
| San Lawrenz            | Parafia                         | św. Wawrzyńca                                             | St. Lawrence Square (Pjazza San Lawrenz)                              | rzymskokatolickie                                                                          | Niedziela po 10 sierpnia        |                                                                                      |         |
| Saint Paul’s Bay       | Parafia                         | Matki Boskiej Bolesnej                                    | Tower Road (Triq it-Torri)                                            | rzymskokatolickie                                                                          |                                 |                                                                                      |         |
| Saint Paul’s Bay       | Parafia                         | św. Franciszka z Asyżu                                    | Qawra                                                                 | rzymskokatolickie                                                                          |                                 |                                                                                      |         |
| Saint Paul’s Bay       | Parafia                         | Niepokalanego Serca Maryi                                 | Burmarrad                                                             | rzymskokatolickie                                                                          | Czerwiec                        |                                                                                      |         |
| Sannat                 | Parafia                         | św. Małgorzaty                                            | Ta’ Cenc Road (Triq Ta’ Ċenċ)                                         | rzymskokatolickie                                                                          | 4. niedziela lipca              | Kościół św. Małgorzaty w Sannat                                                      |         |
| Santa Luċija           | Parafia                         | św. Piusa X                                               | Inez Soler Street (Triq Ineż Soler)                                   | rzymskokatolickie                                                                          |                                 |                                                                                      |         |
| Santa Venera           | Parafia                         | św. Wenerandy                                             | Parish Street (Triq il-Parroċċa)                                      | rzymskokatolickie                                                                          | 26 lipca                        | Kościół parafialny w Santa Venera                                                    |         |
| Siġġiewi               | Parafia                         | św. Mikołaja                                              | Parish Street (Triq il-Parroċċa)                                      | rzymskokatolickie                                                                          | 2. niedziela czerwca            | Kościół św. Mikołaja w Siġġiewi                                                      |         |
| Sliema                 | Parafia                         | Jezusa z Nazaretu                                         | Tignè                                                                 | rzymskokatolickie                                                                          |                                 |                                                                                      |         |
| Sliema                 | Parafia                         | Sacro Cuor                                                | Church Street (Triq il-Knisja)                                        | rzymskokatolickie                                                                          |                                 | Kościół Sacro Cuor w Sliemie                                                         |         |
| Sliema                 | Parafia                         | św. Grzegorza Wielkiego                                   | Norfolk Street (Triq Norfolk)                                         | rzymskokatolickie                                                                          |                                 |                                                                                      |         |
| Sliema                 | Parafia                         | Stella Maris                                              | High Street (Triq il-Kbira)                                           | rzymskokatolickie                                                                          | 1. niedziela po 18 sierpnia     | Kościół Stella Maris w Sliemie                                                       |         |
| Swieqi                 | Parafia                         | Niepokalanego Poczęcia Matki Bożej                        | Tal-Ibraġġ                                                            | rzymskokatolickie                                                                          |                                 |                                                                                      |         |
| Ta’ Xbiex              | Parafia                         | św. Jana od Krzyża                                        | Sir Temi Zammit Avenue (Vjal Sir Temi Zammit)                         | rzymskokatolickie                                                                          | Ostatnia niedziela listopada    |                                                                                      |         |
| Tarxien                | Parafia                         | Zwiastowania                                              | Main Street (Triq il-Kbira)                                           | rzymskokatolickie                                                                          | maj                             | Kościół Zwiastowania Pańskiego w Tarxien                                             |         |
| Valletta               | Parafia                         | św. Augustyna                                             | Old Bakeries Street (Triq l-Ifran)                                    | rzymskokatolickie                                                                          |                                 | Kościół św. Augustyna w Valletcie                                                    |         |
| Valletta               | Kolegiata, Parafia              | św. Pawła Rozbitka                                        | St. Paul Street (Triq San Pawl)                                       | rzymskokatolickie                                                                          | 10 lutego                       | Kościół św. Pawła Rozbitka w Valletcie                                               |         |
| Rabat (Gozo)           | Parafia                         | Wniebowzięcia Matki Bożej                                 | Cittadella                                                            | rzymskokatolickie                                                                          | 15 sierpnia                     | Katedra Wniebowzięcia w Victorii                                                     |         |
| Xewkija                | Parafia                         | św. Jana Chrzciciela                                      | St. John the Baptist Square (Pjazza San Ġwann Battista)               | rzymskokatolickie                                                                          | niedziela po 24 czerwca         | Rotunda w Xewkiji                                                                    |         |
| Żabbar                 | Parafia                         | Matki Boskiej Łaskawej                                    | Sanctuary Street (Triq is-Santwarju)                                  | rzymskokatolickie                                                                          | niedziela po 8 września         | Kościół Matki Bożej Łaskawej w Żabbar                                                |         |
| Żebbuġ (Gozo)          | Parafia                         | Wniebowzięcia Matki Bożej                                 | Church Street (Triq il-Knisja)                                        | rzymskokatolickie                                                                          | niedziela po 15 sierpnia        | Kościół Wniebowzięcia Matki Bożej w Żebbuġ                                           |         |
| Żebbuġ                 | Parafia                         | św. Filipa z Agiry                                        | Parish Street (Triq il-Parroċċa)                                      | rzymskokatolickie                                                                          | 2. niedziela czerwca            | Kościół św. Filipa z Agiry w Żebbuġ                                                  |         |
| Żejtun                 | Parafia                         | św. Katarzyny                                             | Republic Square (Misraħ ir-Repubblika)                                | rzymskokatolickie                                                                          | 3. niedziela czerwca            | Kościół św. Katarzyny w Żejtun                                                       |         |
| Żurrieq                | Parafia                         | św. Katarzyny                                             | Republic Square (Pjazza Repubblika)                                   | rzymskokatolickie                                                                          | wrzesień                        | Kościół św. Katarzyny w Żurrieq                                                      |         |
| Attard                 | Kaplica                         | św. Katarzyny                                             | Pitkali Street (Triq il-Pitkali)                                      | rzymskokatolickie                                                                          |                                 |                                                                                      |         |
| Attard                 | Kaplica                         | św. Antoniego z Padwy The Russian Chapel                  | W Pałacu San Anton                                                    | rzymskokatolickie, (pierwotnie Kościół Anglii, następnie Rosyjski Kościół Prawosławny)     |                                 |                                                                                      |         |
| Attard                 | Kaplica                         | Matki Bożej z Pilar                                       | W Pałacu San Anton                                                    | rzymskokatolickie                                                                          |                                 |                                                                                      |         |
| Attard                 | Kaplica                         | św. Pawła Rozbitka                                        | St Paul’s Street (Triq San Pawl)                                      | rzymskokatolickie                                                                          |                                 | Kaplica św. Pawła Rozbitka w Attard                                                  |         |
| Attard                 | Kaplica                         | św. Anny                                                  | St Anne’s Square (Pjazza Sant’ Anna)                                  | rzymskokatolickie                                                                          |                                 |                                                                                      |         |
| Attard                 | Kaplica                         | Matki Bożej z Góry Karmel                                 | W Mount Carmel Hospital                                               | rzymskokatolickie                                                                          |                                 |                                                                                      |         |
| Attard                 | Kaplica                         | Matki Bożej z Loreto                                      | Malta Aviation Museum, Ta’ Qali                                       | rzymskokatolickie                                                                          |                                 |                                                                                      |         |
| Attard                 | Kaplica                         | Matki Boskiej Zwycięskiej                                 | Imdina Road (Triq l-Imdina)                                           | rzymskokatolickie                                                                          |                                 |                                                                                      |         |
| Balzan                 | Kaplica                         | Zwiastowania                                              | Three Churches Street (Triq it-Tlett Knejjes)                         | rzymskokatolickie                                                                          | 25 marca                        | Kaplica Zwiastowania w Balzan                                                        |         |
| Balzan                 | Kaplica                         | Wniebowzięcia Matki Bożej                                 | Main Street (Triq il-Kbira)                                           | rzymskokatolickie                                                                          | 15 sierpnia                     | Kaplica Wniebowzięcia Najświętszej Maryi Panny w Balzan                              |         |
| Balzan                 | Kaplica                         | Sióstr Franciszkanek Misjonarek Maryi                     | St Francis Street (Triq San Frangisk)                                 | rzymskokatolickie                                                                          |                                 |                                                                                      |         |
| Balzan                 | Kaplica                         | Dobrego Pasterza                                          | Idmedja Street (Triq Idmedja)                                         | rzymskokatolickie                                                                          |                                 |                                                                                      |         |
| Balzan                 | Kaplica                         | Krzyża Świętego Cmentarz                                  | Balzan Valley Street (Triq Il-Wied ta’ Balzan)                        | rzymskokatolickie                                                                          |                                 |                                                                                      |         |
| Balzan                 | Kaplica                         | św. Rocha                                                 | Three Churches Street (Triq it-Tlett Knejjes)                         | rzymskokatolickie                                                                          |                                 | Kaplica św. Rocha w Balzan                                                           |         |
| Balzan                 | Kaplica                         | Sióstr Miłosierdzia                                       | Birbal Street (Triq Birbal)                                           | rzymskokatolickie                                                                          |                                 |                                                                                      |         |
| Birgu (Vittoriosa)     | Kościół                         | św. Anny                                                  | St Scholastica Street (Triq Santa Skolastika)                         | rzymskokatolickie                                                                          |                                 | Kościół św. Anny w Birgu                                                             |         |
| Birgu (Vittoriosa)     | Kaplica                         | św. Anny                                                  | Fort Saint Angelo                                                     | rzymskokatolickie                                                                          | 26 lipca                        | Kaplica św. Anny w forcie Saint Angelo (Birgu)                                       |         |
| Birgu (Vittoriosa)     | Kościół                         | Zwiastowania                                              | Main Arch Street (Triq il-Mina l-Kbira)                               | rzymskokatolickie                                                                          | sierpień                        |                                                                                      |         |
| Birgu (Vittoriosa)     | Kościół                         | Krzyża Świętego                                           | Victory Square (Misrah ir-Rebha)                                      | rzymskokatolickie                                                                          |                                 |                                                                                      |         |
| Birgu (Vittoriosa)     | Kaplica                         | Trójcy Świętej                                            | Old Prison Street (Triq il-Ħabs l-Antik)                              | rzymskokatolickie                                                                          |                                 |                                                                                      |         |
| Birgu (Vittoriosa)     | Kaplica                         | Narodzenia Matki Bożej                                    | Fort St. Angelo                                                       | rzymskokatolickie                                                                          |                                 | Kaplica Narodzenia Najświętszej Maryi Panny w forcie Saint Angelo (Birgu)            |         |
| Birgu (Vittoriosa)     | Kościół                         | Matki Bożej z Damaszku Tal-Griegi                         | Oratory of St Joseph                                                  | rzymskokatolickie                                                                          |                                 | Kaplica Matki Bożej z Damaszku w Birgu                                               |         |
| Birgu (Vittoriosa)     | Kościół                         | Matki Bożej z Góry Karmel                                 | St Lawrence Street (Triq San Lawrenz)                                 | rzymskokatolickie                                                                          |                                 | Kościół Matki Bożej z Góry Karmel w Birgu                                            |         |
| Birgu (Vittoriosa)     | Kaplica                         | św. Filipa Neri                                           | St Philip Street (Triq San Filippu)                                   | rzymskokatolickie                                                                          |                                 |                                                                                      |         |
| Birgu (Vittoriosa)     | Kaplica                         | Najświętszego Serca Jezusa Tal-Ħawli                      | Sacred Heart Street (Triq il-Qalb ta’ Gesu')                          | rzymskokatolickie                                                                          |                                 |                                                                                      |         |
| Birkirkara             | Kościół                         | Christus Sacerdos (Chrystusa Najwyższego Kapłana)         | Anglu Grima Street (Triq Anglu Grima)                                 | rzymskokatolickie                                                                          |                                 |                                                                                      |         |
| Birkirkara             | Kaplica                         | Narodzenia Matki Bożej (Our Lady of Victory)              | Victory Street (Triq il-Vitorja), Ħas-Sajjied                         | rzymskokatolickie                                                                          | 8 września                      | Kościół Narodzenia Najświętszej Maryi Panny w Birkirkarze                            |         |
| Birkirkara             | Kościół                         | św. Pawła                                                 | Valley Road (Triq il-Wied)                                            | rzymskokatolickie                                                                          |                                 | Kościół Nawrócenia św. Pawła w Birkirkarze                                           |         |
| Birkirkara             | Kościół                         | Najświętszego Serca Jezusa                                | St. Aloysius Square (Misraħ San Alwiġi)                               | rzymskokatolickie                                                                          |                                 |                                                                                      |         |
| Birkirkara             | Kaplica                         | św. Antoniego i św. Katarzyny                             | Main Street (Triq il-Kbira)                                           | rzymskokatolickie                                                                          |                                 | Kaplica św. Antoniego i św. Katarzyny w Birkirkarze                                  |         |
| Birkirkara             | Kościół                         | św. Alfonsa Liguori                                       | Valley Road (Triq il-Wied)                                            | rzymskokatolickie                                                                          |                                 | Kościół św. Alfonsa Liguori w Birkirkarze                                            |         |
| Birkirkara             | Kościół                         | Matki Bożej Wspomożycielki Wiernych                       | St Julian Street (Triq San Ġiljan}                                    | rzymskokatolickie                                                                          |                                 | Kościół Matki Bożej Wspomożycielki Wiernych w Birkirkarze                            |         |
| Birkirkara             | Kościół                         | św. Franciszka z Asyżu                                    | Msida Road (Triq l-Imsida)                                            | rzymskokatolickie                                                                          |                                 |                                                                                      |         |
| Birkirkara             | Kaplica                         | św. Moniki                                                | 1 May Street (Triq l-Ewwel ta’ Mejju)                                 | rzymskokatolickie                                                                          |                                 |                                                                                      |         |
| Birkirkara             | Kościół                         | św. Rocha                                                 | St Roch Street (Triq Santu Rokku)                                     | rzymskokatolickie                                                                          |                                 | Kościół św. Rocha w Birkirkarze                                                      |         |
| Birkirkara             | Kościół                         | bł. Nazju Falzona                                         | Dun Gejtanu Mannarino Street (Triq Dun Gejtanu Mannarino)             | rzymskokatolickie                                                                          |                                 | Kaplica bł. Nazju Falzona                                                            |         |
| Birkirkara             | Kościół                         | św. Teresy od Dzieciątka Jezus                            | Valley Road (Triq il-Wied)                                            | rzymskokatolickie                                                                          | 1 października                  |                                                                                      |         |
| Birkirkara             | Kościół                         | Matki Bożej z Tal-Ħerba (Narodzenia Matki Bożej)          | Ħerba Street (Triq Tal-Ħerba)                                         | rzymskokatolickie                                                                          |                                 | Sanktuarium Matki Bożej „tal-Ħerba” w Birkirkarze                                    |         |
| Birkirkara             | Kościół                         |                                                           | Mannarino Street (Triq Mannarino)                                     | Kościół Adwentystów Dnia Siódmego                                                          |                                 |                                                                                      |         |
| Birżebbuġa             | Kościół                         | Matki Boskiej Bolesnej                                    | Church Street (Triq il-Knisja)                                        | rzymskokatolickie                                                                          |                                 | Kościół Matki Boskiej Bolesnej w Birżebbuġy                                          |         |
| Birżebbuġa             | Kaplica                         | św. Jerzego                                               | Alfons Maria Galea Street (Triq Alfons Maria Galea)                   | rzymskokatolickie                                                                          | 23 kwietnia                     | Kościół św. Jerzego w Birżebbuġy                                                     |         |
| Birżebbuġa             | Kaplica                         | Dobrego Pasterza                                          | St John Street (Triq San Ġwann)                                       | rzymskokatolickie                                                                          |                                 |                                                                                      |         |
| Birżebbuġa             | Kaplica                         | Świętej Rodziny                                           | Żurrieq Road (Triq iż-Żurrieq)                                        | rzymskokatolickie                                                                          |                                 | Kaplica Świętej Rodziny w Birżebbuġy                                                 |         |
| Birżebbuġa             | Kaplica                         | Matki Bożej Wspomożycielki Wiernych                       | S Cachia Zammit Street (Triq S Cachia Zammit)                         | rzymskokatolickie                                                                          |                                 |                                                                                      |         |
| Birżebbuġa             | Kaplica                         | św. Józefa                                                | S Cachia Zammit Street (Triq S Cachia Zammit)                         | rzymskokatolickie                                                                          |                                 |                                                                                      |         |
| Birżebbuġa             | Kościół                         | Niepokalanego Poczęcia Matki Bożej                        | Kuncizzjoni Street (Triq il-Kuncizzjoni), Bengħajsa                   | rzymskokatolickie                                                                          |                                 | Kościół Niepokalanego Poczęcia Najświętszej Maryi Panny w Bengħajsie (Birżebbuġa)    |         |
| Bormla (Cospicua)      | Kościół                         | Sióstr Misjonarek Miłości                                 | St Paul Street (Triq San Pawl)                                        | rzymskokatolickie                                                                          |                                 |                                                                                      |         |
| Bormla (Cospicua)      | Kościół                         | św. Małgorzaty                                            | Bormla Square (Pjazza Bormla)                                         | rzymskokatolickie                                                                          | 3. niedziela października       | Kościół i klasztor św. Małgorzaty w Bormli                                           |         |
| Bormla (Cospicua)      | Kościół                         | św. Pawła                                                 | St Paul Street (Triq San Pawl)                                        | rzymskokatolickie                                                                          |                                 | Kościół św. Pawła w Bormli                                                           |         |
| Bormla (Cospicua)      | Kościół                         | św. Teresy z Ávili                                        | St. Theresa Street (Triq Santa Tereża)                                | rzymskokatolickie                                                                          |                                 |                                                                                      |         |
| Bormla (Cospicua)      | Kaplica                         | św. Tomasza                                               | St Nicholas Street (Triq San Nikola)                                  | rzymskokatolickie                                                                          |                                 |                                                                                      |         |
| Bormla (Cospicua)      | Kościół                         | św. Jana Jałmużnika                                       | San Gwann t’Ghuxa Street (Triq San Gwann t’Ghuxa)                     | rzymskokatolickie                                                                          |                                 | Kaplica św. Jana Jałmużnika w Bormli                                                 |         |
| Bormla (Cospicua)      | Kościół                         | św. Józefa                                                | St George Street (Triq San Ġorġ)                                      | rzymskokatolickie                                                                          |                                 |                                                                                      |         |
| Bormla (Cospicua)      | Kościół                         | Matki Bożej Fatimskiej                                    | Wigi Rosato Street (Triq Wigi Rosato)                                 | rzymskokatolickie                                                                          |                                 |                                                                                      |         |
| Bormla (Cospicua)      | Kościół                         | Krzyża Świętego                                           | Oratory Street (Triq l-Oratorju)                                      | rzymskokatolickie                                                                          |                                 |                                                                                      |         |
| Dingli                 | Kaplica                         | św. Marii Magdaleny                                       | Panoramika Street (Triq Panoramika)                                   | rzymskokatolickie                                                                          | 22 sierpnia                     | Kaplica św. Marii Magdaleny w Dingli                                                 |         |
| Dingli                 | Kaplica                         | św. Dominiki                                              | Ghajn Street (Triq il-Ghajn)                                          | rzymskokatolickie                                                                          | 7 lipca                         | Kaplica św. Dominiki w Dingli                                                        |         |
| Fgura                  | Kościół                         | Matki Bożej z Góry Karmel Old Parish Church               | Karmelitani Street (Triq il-Karmelitani)                              | rzymskokatolickie                                                                          |                                 |                                                                                      |         |
| Fgura                  | Kościół                         | Centrum Pastoralne                                        | Liedna Street (Triq Liedna)                                           | rzymskokatolickie                                                                          |                                 |                                                                                      |         |
| Floriana               | Kościół                         | Świętego Krzyża                                           | F. S. Fenech Street (Triq F. S. Fenech)                               | rzymskokatolickie                                                                          |                                 |                                                                                      |         |
| Floriana               | Kościół                         | Matki Bożej z Lourdes                                     | F. S. Fenech Street (Triq F. S. Fenech)                               | rzymskokatolickie                                                                          |                                 |                                                                                      |         |
| Floriana               | Kościół                         | Matki Bożej z Manresy                                     | w Kurii Arcybiskupiej                                                 | rzymskokatolickie                                                                          |                                 |                                                                                      |         |
| Floriana               | Kościół                         | Niepokalanego Poczęcia Matki Bożej (Sarria)               | Sarria Street (Triq Sarria)                                           | rzymskokatolickie                                                                          | 8 grudnia                       | Kościół Sarria we Florianie                                                          |         |
| Floriana               | Kościół – zdesakralizowany      | Wesleyan Methodist Church                                 | Sarria Street (Triq Sarria)                                           | Byłe metodystyczne                                                                         |                                 | Robert Samut Hall                                                                    |         |
| Floriana               | Kościół                         | Ucieczki do Egiptu                                        | Valletta Waterfront                                                   | rzymskokatolickie                                                                          |                                 | Kościół Ucieczki Świętej Rodziny do Egiptu we Florianie                              |         |
| Għajnsielem            | Kościół                         | św. Antoniego z Padwy                                     | St. Anthony Street (Triq Sant’ Antnin)                                | rzymskokatolickie                                                                          | czerwiec                        |                                                                                      |         |
| Għajnsielem            | Kaplica – zdesakralizowana      | św. Cecylii                                               | Lambert Street (Triq Ta’ Lambert)                                     | Byłe rzymskokatolickie                                                                     | 22 listopada                    | Kaplica św. Cecylii w Għajnsielem                                                    |         |
| Għajnsielem            | Kościół                         | Matki Bożej z Lourdes                                     | Lourdes Street (Triq L-Lourdes)                                       | rzymskokatolickie                                                                          | 11 lutego                       | Kościół Matki Bożej z Lourdes w Għajnsielem                                          |         |
| Għajnsielem            | Kościół                         | Matki Bożej z Loreto (Old Parish Church)                  | Triq Il-Ġnien                                                         | rzymskokatolickie                                                                          |                                 |                                                                                      |         |
| Għarb                  | Kościół                         | Nawiedzenia św. Elżbiety przez Maryję (Old Parish Church) | St Peter Street (Triq San Pietru)                                     | rzymskokatolickie                                                                          |                                 |                                                                                      |         |
| Għarb                  | Kaplica                         | św. Dymitra                                               | Ta’ Birbuba                                                           | rzymskokatolickie                                                                          | 3. niedziela października       | Kaplica św. Dymitra w Għarb                                                          |         |
| Għargħur               | Kościół                         | Wniebowzięcia Matki Bożej (Taż-Żellieqa)                  | Madliena Street (Triq il-Madliena)                                    | rzymskokatolickie                                                                          | 15 sierpnia                     | Kościół Wniebowzięcia Najświętszej Maryi Panny „Taż-Żellieqa” w Għargħur             |         |
| Għargħur               | Kaplica                         | św. Mikołaja                                              | St Nicholas Street (Triq San Nikola)                                  | rzymskokatolickie                                                                          | 6 grudnia                       | Kaplica św. Mikołaja w Għargħur                                                      |         |
| Għargħur               | Kaplica                         | św. Jana Chrzciciela                                      | St John Street (Triq San Ġwann)                                       | rzymskokatolickie                                                                          |                                 | Kościół św. Jana Chrzciciela w Għargħur                                              |         |
| Għargħur               | Kaplica                         | Wniebowzięcia Matki Bożej                                 | Magħtab                                                               | rzymskokatolickie                                                                          |                                 |                                                                                      |         |
| Għargħur               | Kaplica                         | Wniebowzięcia Matki Bożej (Ta’ Bernarda)                  | Triq il-Kbira                                                         | rzymskokatolickie                                                                          |                                 | Kaplica Wniebowzięcia Najświętszej Maryi Panny „Ta’ Bernarda” w Għargħur             |         |
| Għargħur               | Kościół                         | Matki Bożej Anielskiej                                    | Xambekk Road (Triq ix-Xambekk) Baħar iċ-Ċagħaq                        | rzymskokatolickie                                                                          |                                 |                                                                                      |         |
| Għargħur               | Kaplica                         | św. Jana Ewangelisty                                      | Triq il-Wirt Naturali Baħar iċ-Ċagħaq                                 | rzymskokatolickie                                                                          |                                 |                                                                                      |         |
| Għargħur               | Kaplica                         | św. Piotra                                                | Coast Road (Triq il-Kosta) Baħar iċ-Ċagħaq                            | rzymskokatolickie                                                                          |                                 |                                                                                      |         |
| Għasri                 | Kościół                         | Opieki Matki Bożej                                        | Church Street (Triq il-Knisja)                                        | rzymskokatolickie                                                                          | 2. niedziela października       | Bazylika Opieki Matki Bożej w Għasri                                                 |         |
| Għasri                 | Kaplica                         | św. Publiusza                                             | St Publius Street (Triq San Publiju)                                  | rzymskokatolickie                                                                          | 3. lub 4. niedziela stycznia    | Kaplica św. Publiusza w Għasri                                                       |         |
| Għaxaq                 | Kościół                         | Chrystusa Zbawiciela                                      | Triq il-Belt Valletta                                                 | rzymskokatolickie                                                                          |                                 |                                                                                      |         |
| Għaxaq                 | Kościół                         | św. Filipa Neri                                           | St Philip Street (Triq San Filippu)                                   | rzymskokatolickie                                                                          |                                 |                                                                                      |         |
| Għaxaq                 | Kaplica                         | św. Łucji                                                 | Tal-Barrani                                                           | rzymskokatolickie                                                                          |                                 | Kaplica św. Łucji w Għaxaq                                                           |         |
| Gudja                  | Kościół                         | Wniebowzięcia Matki Bożej                                 | St Mary Street (Triq Santa Marija)                                    | rzymskokatolickie                                                                          | 15 sierpnia                     | Kaplica Panny Maryi w Bir Miftuħ                                                     |         |
| Gudja                  | Kościół                         | Zwiastowania                                              | St Mary Street (Triq Santa Marija)                                    | rzymskokatolickie                                                                          |                                 |                                                                                      |         |
| Gudja                  | Kościół                         | Matki Bożej z Loreto                                      | Ħal Far Road (Triq Ħal Far)                                           | rzymskokatolickie                                                                          |                                 |                                                                                      |         |
| Gudja                  | Kaplica                         | św. Katarzyny                                             | Raymond Caruana Street (Triq Raymond Caruana)                         | rzymskokatolickie                                                                          |                                 |                                                                                      |         |
| Gżira                  | Kościół                         | Biblijny Kościół Baptystyczny                             | Madonna tal-Ġebla Street, Kappara                                     | baptyści                                                                                   |                                 | Baptyści na Malcie Kościół Baptystów Biblijnych w Gżirze                             |         |
| Gżira                  | Kaplica                         | św. Antoniego z Padwy                                     | Wyspa Manoela                                                         | rzymskokatolickie                                                                          |                                 | Kaplica św. Antoniego z Padwy w forcie Manoel (Gżira)                                |         |
| Gżira                  | Kościół                         | Chrystusa Zbawiciela                                      | St Albert Street (Triq San Albert)                                    | rzymskokatolickie                                                                          |                                 |                                                                                      |         |
| Gżira                  | Kościół                         | Maryi Gwiazdy Morza                                       | St Albert Street (Triq San Albert)                                    | rzymskokatolickie                                                                          |                                 |                                                                                      |         |
| Ħamrun                 | Kościół                         | Matki Boskiej Bolesnej                                    | Abela Scolaro Street (Triq Abela Scolaro)                             | rzymskokatolickie                                                                          |                                 |                                                                                      |         |
| Ħamrun                 | Kościół                         | Wniebowzięcia Matki Bożej; Matki Bożej z Atochy           | Triq Atocja                                                           | rzymskokatolickie                                                                          | 15 sierpnia                     | Kościół Matki Bożej z Atochy „tas-Samra” w Ħamrun                                    |         |
| Ħamrun                 | Kościół                         | św. Franciszka z Asyżu                                    | Villambrosa Street (Triq Villambrosa)                                 | rzymskokatolickie                                                                          | 4 października                  | Kościół św. Franciszka z Asyżu w Ħamrun                                              |         |
| Ħamrun                 | Kościół                         | Matki Bożej Cudownego Medalika                            | St Joseph Street (Triq San Ġużepp)                                    | rzymskokatolickie                                                                          |                                 |                                                                                      |         |
| Ħamrun                 | Kościół                         | Matki Bożej Bezpiecznej Przystani (Santu Nuzzu)           | St Joseph Street (Triq il-Kbira San Ġużepp)                           | rzymskokatolickie                                                                          |                                 | Kościół Matki Bożej Bezpiecznej Przystani w Ħamrun                                   |         |
| Ħamrun                 | Kościół                         | Little Sisters of the Poor                                | Fra Diego Square (Pjazza Fra Diego)                                   | rzymskokatolickie                                                                          |                                 |                                                                                      |         |
| Iklin                  | Kaplica                         | św. Michała Archanioła                                    | St Michael Street (Triq San Mikiel)                                   | rzymskokatolickie                                                                          |                                 |                                                                                      |         |
| Isla (Senglea)         | Kościół                         | Świętego Krzyża                                           | Crucifix Street (Triq il-Kurcifiss)                                   | rzymskokatolickie                                                                          |                                 |                                                                                      |         |
| Isla (Senglea)         | Kościół                         | św. Juliana Szpitalnika                                   | St Julian Street (Triq San Ġiljan)                                    | rzymskokatolickie                                                                          | 27 stycznia                     | Kościół św. Juliana w Senglei                                                        |         |
| Isla (Senglea)         | Kościół                         | św. Filipa Neri                                           | Two Arches Street (Triq iż-Żewġ Mini)                                 | rzymskokatolickie                                                                          |                                 |                                                                                      |         |
| Isla (Senglea)         | Kościół                         | Oczyszczenia Matki Bożej                                  | Victory Street (Triq il-Vitorja)                                      | rzymskokatolickie                                                                          |                                 |                                                                                      |         |
| Kalkara                | Kaplica                         |                                                           | Wied Għammieq                                                         | rzymskokatolickie                                                                          |                                 | Kaplica Ta’ Wied Għammieq w Kalkarze                                                 |         |
| Kalkara                | Kościół                         | św. Barbary                                               | Triq Santa Liberata                                                   | rzymskokatolickie                                                                          |                                 | Kościół św. Barbary i klasztor kapucynów w Kalkarze                                  |         |
| Kalkara                | Kaplica                         | św. Mikołaja                                              | Fort Ricasoli                                                         | rzymskokatolickie                                                                          |                                 | Kaplica św. Mikołaja w forcie Ricasoli (Kalkara)                                     |         |
| Kalkara                | Kaplica                         | Przemienienia Pańskiego (Our Saviour)                     | Naval Hospital Street (Triq l-Isptar Navali)                          | rzymskokatolickie                                                                          | 6 sierpnia                      | Kaplica Zbawiciela w Kalkarze                                                        |         |
| Kalkara                | Kaplica – zdekonsekrowana       | św. Łukasza                                               | Royal Navy Hospital Bighi                                             | Poprzednio anglikańskie                                                                    |                                 |                                                                                      |         |
| Comino                 | Kościół                         | Powrotu Świętej Rodziny z Egiptu                          | Comino                                                                | rzymskokatolickie                                                                          | 3. niedziela sierpnia           | Comino Chapel                                                                        |         |
| Kerċem                 | Kościół                         | św. Łucji                                                 | St Lucy Square (Pjazza Santa Luċija), Santa Luċija                    | rzymskokatolickie                                                                          | Niedziela najbliższa 13 grudnia | Kościół św. Łucji w Santa Luċija (Kerċem)                                            |         |
| Kirkop                 | Kaplica                         | Zwiastowania                                              | St John Street (Triq San Ġwann)                                       | rzymskokatolickie                                                                          |                                 | Kaplica Zwiastowania Pańskiego w Kirkop                                              |         |
| Lija                   | Kościół                         | Zwiastowania Matce Bożej („Tal-Mirakli”)                  | Annibale Preca Street (Triq Annibale Preca)                           | rzymskokatolickie                                                                          |                                 | Kościół Zwiastowania „tal-Mirakli” w Lii                                             |         |
| Lija                   | Kościół                         | Przemienienia Pańskiego (Old Parish Church)               | Triq is-Salvatur                                                      | rzymskokatolickie                                                                          |                                 | Stary kościół Przemienienia Pańskiego w Lii                                          |         |
| Lija                   | Kościół                         | św. Andrzeja                                              | Main Street (Triq il-Kbira)                                           | rzymskokatolickie                                                                          |                                 |                                                                                      |         |
| Lija                   | Kaplica                         | Wniebowzięcia Matki Bożej (Ta’ Duna)                      | St Andrew Street (Triq Sant’ Andrija)                                 | rzymskokatolickie                                                                          |                                 | Kościół Wniebowzięcia Najświętszej Maryi Panny „Ta’ Duna” w Lii                      |         |
| Lija                   | Kościół                         | Narodzenia Matki Bożej (Tal-Belliegħa)                    |                                                                       | rzymskokatolickie                                                                          |                                 | Kościół Narodzenia Najświętszej Maryi Panny „Tal-Belliegħa” w Lii                    |         |
| Lija                   | Kościół                         | św. Piotra                                                |                                                                       | rzymskokatolickie                                                                          |                                 |                                                                                      |         |
| Lija                   | Kościół                         | Niepokalanego Poczęcia Matki Bożej                        | Triq il-Kuncizzjoni                                                   | rzymskokatolickie                                                                          |                                 |                                                                                      |         |
| Luqa                   | Kaplica                         | Matki Bożej z Góry Karmel                                 | New Street (Triq il-Gdida)                                            | rzymskokatolickie                                                                          |                                 |                                                                                      |         |
| Luqa                   | Kaplica                         | św. Jakuba Większego (F'Ħal Fuqani)                       | Ħal Luqa Street (Triq Ħal-Luqa)                                       | rzymskokatolickie                                                                          |                                 |                                                                                      |         |
| Luqa                   | Kaplica                         | Wniebowzięcia Matki Bożej (Tal-Ftajjar)                   | Carmel Street (Triq il-Karmnu)                                        | rzymskokatolickie                                                                          |                                 | Kaplica Wniebowzięcia Najświętszej Maryi Panny „Tal-Ftajjar” w Luqa                  |         |
| Luqa                   | Kaplica                         | Matki Bożej Zwycięskiej                                   | Victory Street (Triq tal-Vitorja) Farruġ                              | rzymskokatolickie                                                                          |                                 |                                                                                      |         |
| Luqa                   | Kościół                         | Najświętszego Serca Jezusa                                | St Vincent de Paul Residence                                          | rzymskokatolickie                                                                          |                                 |                                                                                      |         |
| Luqa                   | Kościół                         | św. Bartłomieja                                           | St Vincent de Paul Residence                                          | rzymskokatolickie                                                                          |                                 |                                                                                      |         |
| Luqa                   | Kaplica                         | Wniebowzięcia Matki Bożej                                 | Koszary Luqa                                                          | rzymskokatolickie                                                                          |                                 |                                                                                      |         |
| Luqa                   | Kościół                         | Narodzenia Matki Bożej (poprzednio św. Krzysztofa)        | Koszary Luqa                                                          | rzymskokatolickie poprzednio anglikańskie                                                  |                                 |                                                                                      |         |
| Marsa                  | Kościół                         | Najświętszego Serca Jezusa                                | Prince Albert Street (Triq il-Princep Albertu)                        | rzymskokatolickie                                                                          |                                 |                                                                                      |         |
| Marsa                  | Kościół                         | Matki Bożej Łaskawej (Ta’ Ċelju)                          | Church Wharf Street (Triq Il-Moll tal-Knisja)                         | rzymskokatolickie                                                                          |                                 |                                                                                      |         |
| Marsa                  | Kościół                         | Wniebowzięcia Matki Bożej (Ta’ Ċeppuna)                   | Marsa Sports Club                                                     | rzymskokatolickie                                                                          |                                 | Kościół Wniebowzięcia Najświętszej Maryi Panny „Ta’ Ċeppuna” w Marsie                |         |
| Marsa                  | Kaplica                         | Matki Boskiej Bolesnej                                    | Racecourse Street (Triq it-Tiġrija)                                   | rzymskokatolickie                                                                          |                                 |                                                                                      |         |
| Marsaskala             | Kościół                         | św. Kajetana                                              | St. Thomas Bay Road (Triq id-Daħla ta’ San Tumas)                     | rzymskokatolickie                                                                          |                                 | Kościół św. Kajetana w Marsaskali                                                    |         |
| Marsaskala             | Kościół                         | św. Anny (Old Parish Church)                              |                                                                       | rzymskokatolickie                                                                          |                                 |                                                                                      |         |
| Marsaskala             | Kościół                         | Matki Boskiej Pocieszycielki                              | Żonqor Street (Triq iż-Żonqor)                                        | rzymskokatolickie                                                                          |                                 |                                                                                      |         |
| Marsaskala             | Kaplica                         | Matki Boskiej Różańcowej (Tal-Barunissa)                  | St Anne Street (Triq Sant’ Anna)                                      | rzymskokatolickie                                                                          |                                 |                                                                                      |         |
| Marsaskala             | Kaplica                         | św. Antoniego z Padwy                                     | St Anthony Family Park                                                | rzymskokatolickie                                                                          |                                 | Kościół św. Antoniego z Padwy w Marsaskali                                           |         |
| Marsaskala             | Kaplica                         | Matki Bożej Światłości                                    | Gholja tal-Bidni                                                      | rzymskokatolickie                                                                          |                                 | Kościół Matki Bożej Światłości w Marsaskali                                          |         |
| Marsaxlokk             | Kościół                         | Matki Bożej Śnieżnej                                      | Delimara Road (Triq Delimara), Tas-Silġ                               | rzymskokatolickie                                                                          | 4 sierpnia                      | Kościół Matki Boskiej Śnieżnej „Tas-Silġ” w Marsaxlokk                               |         |
| Marsaxlokk             | Kaplica                         | św. Piotra z Werony                                       | Żejtun Road (Triq iż-Żejtun)                                          | rzymskokatolickie                                                                          |                                 |                                                                                      |         |
| Marsaxlokk             | Kaplica                         | św. Pawła                                                 | Xrobb l-Għaġin                                                        | rzymskokatolickie                                                                          |                                 |                                                                                      |         |
| Mdina                  | Kaplica                         | św. Agaty                                                 | Villegaignon Street (Triq Villegaignon)                               | rzymskokatolickie                                                                          | 21 stycznia                     | Kaplica św. Agaty w Mdinie                                                           |         |
| Mdina                  | Kościół                         | Zwiastowania                                              | Villegaignon Street (Triq Villegaignon)                               | rzymskokatolickie                                                                          | 25 marca                        | Kościół Zwiastowania w Mdinie                                                        |         |
| Mdina                  | Kaplica                         | św. Mikołaja                                              | St Nicholas Street (Triq San Nikola)                                  | rzymskokatolickie                                                                          |                                 | Kaplica św. Mikołaja w Mdinie                                                        |         |
| Mdina                  | Kościół                         | św. Piotra                                                | Villegaignon Street (Triq Villegaignon)                               | rzymskokatolickie                                                                          |                                 | Kościół św. Piotra w Mdinie                                                          |         |
| Mdina                  | Kaplica                         | św. Piotra w Okowach                                      | St Peter Street (Triq San Pietru)                                     | rzymskokatolickie                                                                          |                                 |                                                                                      |         |
| Mdina                  | Kaplica                         | św. Rocha                                                 | Villegaignon Street (Triq Villegaignon)                               | rzymskokatolickie                                                                          |                                 | Kaplica św. Rocha w Mdinie                                                           |         |
| Mdina                  | Kaplica                         | Nawiedzenia św. Elżbiety przez Maryję                     | Inguanez Street (Triq Inguanez)                                       | rzymskokatolickie                                                                          |                                 |                                                                                      |         |
| Mellieħa               | Kościół                         | Najświętszej Maryi Panny Niepokalanie Poczętej            | Armier Street (Triq l-Armier)                                         | rzymskokatolickie                                                                          |                                 | Kaplica Najświętszej Maryi Panny Niepokalanie Poczętej w Mellieħa                    |         |
| Mellieħa               | Kaplica - zdesakralizowana      | Kaplica Royal Navy                                        | Koszary Għajn Tuffieħa                                                | anglikańskie                                                                               |                                 |                                                                                      |         |
| Mellieħa               | Kaplica - zdesakralizowana      | Kaplica British Army                                      | Il-Fawwara Għajn Tuffieħa                                             | anglikańskie                                                                               |                                 |                                                                                      |         |
| Mellieħa               | Kaplica                         | św. Józefa (Old Parish Church)                            | Manikata, The Old Church (Knisja Il-Qadima)                           | rzymskokatolickie                                                                          |                                 |                                                                                      |         |
| Mellieħa               | Kościół                         | Narodzenia Matki Bożej                                    | Pope John Paul II Square (Pjazza Papa Gwanni Pawlu II)                | rzymskokatolickie                                                                          | 8 września                      | Sanktuarium Matki Bożej z Mellieħy                                                   |         |
| Mellieħa               | Kościół                         | Matki Bożej Wykupienia                                    | Selmun                                                                | rzymskokatolickie                                                                          |                                 |                                                                                      |         |
| Mġarr                  | Kościół                         | św. Anny                                                  | Żebbiegħ Square (Misraħ iż-Żebbiegħ), Żebbiegħ                        | rzymskokatolickie                                                                          |                                 |                                                                                      |         |
| Mġarr                  | Kaplica                         | Matki Bożej Wskazującej Drogę Hodegetria                  | Triq San Pawl tal-Qliegħa Binġemma                                    | rzymskokatolickie                                                                          | ostatnia niedziela października | Kościół Matki Bożej Hodigitria w Binġemmie (Mġarr)                                   |         |
| Mosta                  | Kaplica                         | św. Andrzeja                                              | Qares Street (Triq il-Qares)                                          | rzymskokatolickie                                                                          |                                 |                                                                                      |         |
| Mosta                  | Kościół                         | św. Andrzeja                                              | Trinkatur Street (Triq it-Trinkatur)                                  | rzymskokatolickie                                                                          |                                 |                                                                                      |         |
| Mosta                  | Kościół                         | Chrystusa Zbawiciela                                      | Midbah Street (Triq il-Midbah)                                        | rzymskokatolickie                                                                          |                                 |                                                                                      |         |
| Mosta                  | Kaplica                         | św. Antoniego Opata                                       | St Anthony Street (Triq San Anton Abbati)                             | rzymskokatolickie                                                                          |                                 |                                                                                      |         |
| Mosta                  | Kościół                         | Świętej Rodziny                                           | Bidnija                                                               | rzymskokatolickie                                                                          |                                 |                                                                                      |         |
| Mosta                  | Kaplica                         | Niepokalanego Poczęcia Matki Bożej                        | Ta’ Qali Street (Triq Ta’ Qali)                                       | rzymskokatolickie                                                                          |                                 |                                                                                      |         |
| Mosta                  | Kaplica                         | św. Leonarda                                              | St Leonard Square (Pjazza San Anard)                                  | rzymskokatolickie                                                                          |                                 |                                                                                      |         |
| Mosta                  | Kaplica                         | św. Małgorzaty                                            |                                                                       | rzymskokatolickie                                                                          |                                 |                                                                                      |         |
| Mosta                  | Kościół                         | św. Moniki                                                | Anglu Gatt Street (Triq Anglu Gatt)                                   | rzymskokatolickie                                                                          |                                 |                                                                                      |         |
| Mosta                  | Kościół                         | Matki Kościoła Ta’ Mlit                                   | Cinju Street (Triq ic-Cinju)                                          | rzymskokatolickie                                                                          |                                 |                                                                                      |         |
| Mosta                  | Kościół                         | Matki Bożej Nadziei                                       | Hope Street (Triq ta’ l-Isperanza)                                    | rzymskokatolickie                                                                          |                                 |                                                                                      |         |
| Mosta                  | Kościół                         | Matki Bożej z Góry Karmel                                 | Glormu Cassar Street (Triq Glormu Cassar)                             | rzymskokatolickie                                                                          |                                 |                                                                                      |         |
| Mosta                  | Kaplica                         | św. Pawła (St Paul) Tal-Qlejgħa                           | Chadwick Lakes                                                        | rzymskokatolickie                                                                          |                                 |                                                                                      |         |
| Mosta                  | Kaplica                         | św. Pawła Pustelnika (St Paul the Hermit)                 | Wied il-Għasel                                                        | rzymskokatolickie                                                                          |                                 | Kościół św. Pawła Pustelnika w Wied il-Għasel (Mosta)                                |         |
| Mosta                  | Kaplica                         | św. Sylwestra I (St Sylvester I)                          | Independence Street (Vjal l-Indipendenza)                             | rzymskokatolickie                                                                          |                                 |                                                                                      |         |
| Mosta                  | Kaplica                         | Nawiedzenia św. Elżbiety przez Maryję Ta’ Wejda           | Tower Road (Triq it-Torri)                                            | rzymskokatolickie                                                                          |                                 |                                                                                      |         |
| Mosta                  | Kościół                         |                                                           | Hope Street (Triq l-Isperanza)                                        | Kościół Jezusa Chrystusa Świętych w Dniach Ostatnich                                       |                                 |                                                                                      |         |
| Mosta                  | Kościół                         | Evangelical Baptist Church                                | Eucharistic Congress Street (Triq il-Kungress Ewkaristiku)            | baptyści                                                                                   |                                 |                                                                                      |         |
| Mqabba                 | Kościół                         | św. Bazylego                                              | St Basil Street (Triq San Bazilju)                                    | rzymskokatolickie                                                                          |                                 | Kościół św. Bazylego w Mqabbie                                                       |         |
| Mqabba                 | Kaplica                         | św. Katarzyny                                             | St Catherine Street (Triq Santa Katarina)                             | rzymskokatolickie                                                                          |                                 | Kaplica św. Katarzyny Aleksandryjskiej w Mqabbie                                     |         |
| Mqabba                 | Kaplica                         | św. Michała Archanioła                                    | St Basil Street (Triq San Bazilju)                                    | rzymskokatolickie                                                                          |                                 | Kaplica św. Michała Archanioła w Mqabbie                                             |         |
| Mqabba                 | Kaplica                         | Matki Boskiej Bolesnej                                    | Sorrow Street (Triq id-Duluri)                                        | rzymskokatolickie                                                                          | 15 września                     | Kaplica Matki Boskiej Bolesnej w Mqabbie                                             |         |
| Msida                  | Kaplica                         | Niepokalanego Poczęcia Matki Bożej Old Church             | (Triq il-Kuncizzjoni)                                                 | rzymskokatolickie                                                                          | 8 grudnia                       |                                                                                      |         |
| Msida                  | Kaplica                         | Niepokalanego Poczęcia Matki Bożej                        | (Triq il-Kuncizzjoni)                                                 | rzymskokatolickie                                                                          | 8 grudnia                       |                                                                                      |         |
| Msida                  | Kościół                         | Sióstr Franciszkanek                                      | Ferris Street (Triq Ferris)                                           | rzymskokatolickie                                                                          |                                 |                                                                                      |         |
| Msida                  | Kościół                         | św. Tomasza More                                          | University of Malta                                                   | rzymskokatolickie                                                                          |                                 |                                                                                      |         |
| Msida                  | Kościół                         | Trójcy Świętej                                            | Misrah il-Barrieri Street (Triq Misrah il-Barrieri)                   | Reformowani baptyści                                                                       |                                 |                                                                                      |         |
| Mtarfa                 | Kaplica                         | św. Łucji                                                 | St Lucy Street (Triq Santa Lucija)                                    | rzymskokatolickie                                                                          | 13 grudnia                      | Kaplica św. Łucji w Mtarfie                                                          |         |
| Mtarfa                 | Kościół                         | św. Oswalda                                               | Mtarfa Street (Triq l-Imtarfa)                                        | rzymskokatolickie, poprzednio anglikańskie                                                 |                                 | Kościół św. Oswalda w Mtarfie                                                        |         |
| Munxar                 | Kościół                         | Matki Bożej z Góry Karmel                                 | Xlendi                                                                | rzymskokatolickie                                                                          | 1. niedziela września           |                                                                                      |         |
| Naxxar                 | Kościół                         | Zwiastowania                                              |                                                                       | rzymskokatolickie                                                                          |                                 |                                                                                      |         |
| Naxxar                 | Kaplica                         | Wniebowzięcia Matki Bożej Tax-Xagħra                      | F.W. Ryan Street (Triq F.W. Ryan)                                     | rzymskokatolickie                                                                          |                                 |                                                                                      |         |
| Naxxar                 | Kaplica                         | św. Katarzyny                                             | Wied il-Għasel                                                        | rzymskokatolickie                                                                          |                                 |                                                                                      |         |
| Naxxar                 | Kościół                         | Miłosierdzia Bożego                                       | Xaghra Chapel Street (Triq il-Kappella tax-Xaghra)                    | rzymskokatolickie                                                                          |                                 |                                                                                      |         |
| Naxxar                 | Kościół                         | Świętej Rodziny                                           | Lanġas Street (Triq il-Lanġas), Sgħajtar                              | rzymskokatolickie                                                                          |                                 |                                                                                      |         |
| Naxxar                 | Kaplica                         | Niepokalanego Poczęcia Matki Bożej                        | Mdina Street (Triq l-Imdina)                                          | rzymskokatolickie                                                                          |                                 |                                                                                      |         |
| Naxxar                 | Kaplica                         | św. Jakuba Większego                                      | Markiz Scicluna Street (Triq Markiz Scicluna)                         | rzymskokatolickie                                                                          | 25 lipca                        |                                                                                      |         |
| Naxxar                 | Kaplica                         | św. Jana Chrzciciela                                      | St John Street (Triq San Ġwann)                                       | rzymskokatolickie                                                                          |                                 |                                                                                      |         |
| Naxxar                 | Kaplica                         | św. Łucji                                                 | St Lucy Street (Triq Santa Lucija)                                    | rzymskokatolickie                                                                          |                                 |                                                                                      |         |
| Naxxar                 | Kaplica                         | Narodzenia Matki Bożej Tal-Vitorja                        | St Lucy Street (Triq Santa Lucija)                                    | rzymskokatolickie                                                                          |                                 |                                                                                      |         |
| Naxxar                 | Kościół                         | św. Pawła Tat-Tarġa                                       | St Paul Street (Triq San Pawl)                                        | rzymskokatolickie                                                                          |                                 |                                                                                      |         |
| Naxxar                 | Kościół                         | (Our Lady of the Way)                                     | Markiz Scicluna Street (Triq il-Markiz Scicluna)                      | rzymskokatolickie                                                                          |                                 |                                                                                      |         |
| Paola                  | Kościół                         | św. Antoniego z Padwy                                     | St. Anthony Square (Misraħ Sant’ Antnin), Għajn Dwieli                | rzymskokatolickie                                                                          | czerwiec                        |                                                                                      |         |
| Paola                  | Kościół                         | Jezusa z Nazaretu                                         | Luqa Road (Triq Hal Luqa)                                             | rzymskokatolickie                                                                          |                                 |                                                                                      |         |
| Paola                  | Kościół                         | św. Jana Chrzciciela                                      | St Monica Street (Triq Santa Monika)                                  | rzymskokatolickie                                                                          |                                 |                                                                                      |         |
| Paola                  | Kościół                         | św. Józefa Tal-Apparizzjoni                               | Zabbar Road (Triq Zabbar)                                             | rzymskokatolickie                                                                          |                                 |                                                                                      |         |
| Paola                  | Kaplica                         | Matki Boskiej Bolesnej                                    | Cmentarz Addolorata                                                   | Bez denominacji                                                                            |                                 | Cmentarz Addolorata w Paoli                                                          |         |
| Paola                  | Kościół                         | św. Ubaldeski (Old Parish Church)                         | Arkata Road (Triq l-Arkata)                                           | rzymskokatolickie                                                                          |                                 | Kościół św. Ubaldeski w Paoli                                                        |         |
| Pembroke               | Kościół                         | Kościół Chrystusa                                         |                                                                       | Bez denominacji, poprzednio anglikańskie                                                   |                                 |                                                                                      |         |
| Pietà                  | Kościół                         | Matki Boskiej Bolesnej                                    | Our Lady of Sorrows Street (Triq id-Duluri), Gwardamanġa              | rzymskokatolickie                                                                          |                                 | Kościół Matki Boskiej Bolesnej w Pietà                                               |         |
| Pietà                  | Kaplica                         | św. Tomasza z Villanuevy                                  | St Augustine’s College                                                | rzymskokatolickie                                                                          |                                 |                                                                                      |         |
| Pietà                  | Kościół                         | Matki Bożej z Loreto                                      | Bordin Street (Triq Bordin)                                           | rzymskokatolickie                                                                          |                                 |                                                                                      |         |
| Pietà                  | Kaplica                         | Ta’ Braxia (cmentarz)                                     | Joe Gasan Street (Triq Joe Gasan)                                     | anglikańskie                                                                               |                                 | Lady Rachel Hamilton-Gordon Memorial Chapel                                          |         |
| Qala                   | Kościół                         | Niepokalanego Poczęcia Matki Bożej (Tal-Hondoq)           | Immaculate Conception Street (Triq il-Kuncizzjoni)                    | rzymskokatolickie                                                                          | 8 grudnia                       |                                                                                      |         |
| Qala                   | Kaplica                         | Niepokalanego Poczęcia Matki Bożej (Tal-Hondoq)           | Immaculate Conception Street (Triq il-Kuncizzjoni), cmentarz          | rzymskokatolickie                                                                          |                                 |                                                                                      |         |
| Qala                   | Kościół                         | Niepokalanego Poczęcia Matki Bożej (Tal-Blat)             | Immaculate Conception Street (Triq il-Kuncizzjoni), Ħondoq ir-Rummien | rzymskokatolickie                                                                          | 8 grudnia                       |                                                                                      |         |
| Qormi                  | Kaplica                         | Zwiastowania                                              | Main Street (Triq il-Kbira)                                           | rzymskokatolickie                                                                          |                                 |                                                                                      |         |
| Qormi                  | Kaplica                         | Wniebowzięcia Matki Bożej (Tal-Blat)                      | Triq il-Blata                                                         | rzymskokatolickie                                                                          | 15 sierpnia                     | Kościół Wniebowzięcia Najświętszej Maryi Panny „Tal-Blat” w Qormi                    |         |
| Qormi                  | Kaplica                         | Wniebowzięcia Matki Bożej (Ta’ Qrejca)                    | St Catherine Street (Triq Santa Katerina)                             | rzymskokatolickie                                                                          |                                 | Kościół Wniebowzięcia Najświętszej Maryi Panny „Ta’ Qrejċa” w Qormi                  |         |
| Qormi                  | Kaplica                         | św. Katarzyny                                             | St Catherine Street (Triq Santa Katerina)                             | rzymskokatolickie                                                                          |                                 | Kościół św. Katarzyny w Qormi                                                        |         |
| Qormi                  | Kościół                         | św. Franciszka z Paoli                                    | Triq il-Kbira                                                         | rzymskokatolickie                                                                          |                                 | Kościół św. Franciszka z Paoli w Qormi                                               |         |
| Qormi                  | Kościół                         | Świętej Rodziny                                           | Ħlas Street (Triq il-Ħlas)                                            | rzymskokatolickie                                                                          |                                 |                                                                                      |         |
| Qormi                  | Kościół                         | Narodzenia Matki Bożej (Tal’ Vitorja)                     | Victory Street (Triq Vitorja)                                         | rzymskokatolickie                                                                          | 8 września                      | Kościół Narodzenia Najświętszej Maryi Panny w Qormi                                  |         |
| Qormi                  | Kościół                         | Matki Bożej Rodzącej (Tal’ Ħlas)                          | Ħlas Street (Triq il-Ħlas)                                            | rzymskokatolickie                                                                          |                                 | Sanktuarium Matki Bożej „Tal-Ħlas” w Qormi                                           |         |
| Qormi                  | Kaplica                         | Matki Bożej Różańcowej                                    | Triq il-Kbira                                                         | rzymskokatolickie                                                                          |                                 |                                                                                      |         |
| Qormi                  | Kaplica                         | Matki Boskiej Bolesnej                                    | St Edward Street (Triq San Edwardu)                                   | rzymskokatolickie                                                                          |                                 |                                                                                      |         |
| Qormi                  | Kaplica                         | św. Piotra                                                | St Peter Street (Triq San Pietru)                                     | rzymskokatolickie                                                                          |                                 | Kościół św. Piotra w Qormi                                                           |         |
| Qormi                  | Kaplica                         | św. Sebastiana (Old Parish Church)                        | St Sebastian Street (Triq San Bastjan)                                | rzymskokatolickie                                                                          |                                 | Stary kościół św. Sebastiana w Qormi                                                 |         |
| Qormi                  | Kaplica                         | Słowo Życia                                               | Kaccatur Street (Triq il-Kaccatur)                                    | zielonoświątkowe                                                                           |                                 |                                                                                      |         |
| Qrendi                 | Kaplica                         | św. Anny                                                  | St Anne Street (Triq Sant’Anna)                                       | rzymskokatolickie                                                                          | 26 lipca                        | Kaplica św. Anny w Qrendi                                                            |         |
| Qrendi                 | Kaplica                         | św. Katarzyny (Tat-Torba)                                 | Imqabba Street (Triq l-Imqabba)                                       | rzymskokatolickie                                                                          | 25 listopada                    | Kaplica św. Katarzyny w Qrendi                                                       |         |
| Qrendi                 | Kościół                         | św. Mateusza                                              | Maqluba Square (Pjazza tal-Maqluba)                                   | rzymskokatolickie                                                                          | ostatnia niedziela września     | Kościół św. Mateusza w Qrendi                                                        |         |
| Qrendi                 | Kaplica                         | św. Mateusza (Small Church)                               | Maqluba Square (Pjazza tal-Maqluba)                                   | rzymskokatolickie                                                                          |                                 | Kaplica św. Mateusza w Qrendi                                                        |         |
| Qrendi                 | Kaplica                         | Matki Bożej Łaskawej                                      | Ħaġar Qim Street (Triq Ħaġar Qim)                                     | rzymskokatolickie                                                                          |                                 | Kaplica Matki Bożej Łaskawej w Qrendi                                                |         |
| Qrendi                 | Kościół                         | Matki Bożej Miłosierdzia (Our Lady of Mercy)              | Mercy Street (Triq il-Ħniena)                                         | rzymskokatolickie                                                                          | niedziela po 8 września         | Sanktuarium Matki Bożej Miłosierdzia w Qrendi                                        |         |
| Qrendi                 | Kaplical                        | Przemienienia Pańskiego (Our Saviour)                     | Saviour Street (Triq is-Salvatur)                                     | rzymskokatolickie                                                                          | 6 sierpnia                      | Kaplica Zbawiciela w Qrendi                                                          |         |
| Rabat                  | Kościół                         | św. Agaty                                                 | St. Agatha Street (Triq Sant’ Agata)                                  | rzymskokatolickie                                                                          |                                 |                                                                                      |         |
| Rabat                  | Kościół                         | Zwiastowania                                              | Annunciation Street (Triq il-Lunzjata)                                | rzymskokatolickie                                                                          | niedziela po 25 marca           | Kościół Zwiastowania w Rabacie                                                       |         |
| Rabat                  | Kościół                         | Wniebowzięcia Matki Bożej (Ta’ Duna)                      | St Paul Street (Triq San Pawl)                                        | rzymskokatolickie                                                                          | 15 sierpnia                     | Kościół Ta’ Duna w Rabacie                                                           |         |
| Rabat                  | Kościół                         | Wniebowzięcia Matki Bożej (Tal-Virtu)                     | Virtu Street (Triq tal-Virtu)                                         | rzymskokatolickie                                                                          |                                 | Kościół Tal-Virtù w Rabacie                                                          |         |
| Rabat                  | Kaplica                         | św. Bartłomieja                                           | Zondadari Street (Triq Zondadari)                                     | rzymskokatolickie                                                                          |                                 | Kaplica św. Bartłomieja w Rabacie                                                    |         |
| Rabat                  | Kaplica                         | św. Katalda                                               | St Katald Street (Triq San Katald)                                    | rzymskokatolickie                                                                          |                                 | Kaplica św. Katalda w Rabacie                                                        |         |
| Rabat                  | Kaplica                         | św. Katarzyny                                             | St Catherine Street (Triq Santa Katerina)                             | rzymskokatolickie                                                                          | ostatnia niedziela września     | Kaplica św. Katarzyny w Rabacie                                                      |         |
| Rabat                  | Kościół                         | św. Dominika                                              | St. Dominic’s Square (Pjazza San Duminku)                             | rzymskokatolickie                                                                          |                                 |                                                                                      |         |
| Rabat                  | Kościół                         | św. Franciszka z Asyżu                                    | St. Frances Street (Triq San Franġisk)                                | rzymskokatolickie                                                                          |                                 |                                                                                      |         |
| Rabat                  | Kościół                         | Dobrego Pasterza                                          | Seminarium arcybiskupie (Archbishop’s Seminary)                       | rzymskokatolickie                                                                          |                                 |                                                                                      |         |
| Rabat                  | Kaplica                         | Niepokalanego Poczęcia Matki Bożej i św. Antoniego Opata  | Palazzo Gomerino Ghemieri                                             | rzymskokatolickie                                                                          |                                 |                                                                                      |         |
| Rabat                  | Kaplica                         | Niepokalanego Poczęcia Matki Bożej                        | Wied Gerzuma                                                          | rzymskokatolickie                                                                          |                                 | Kościół Niepokalanego Poczęcia Najświętszej Maryi Panny w Wied Gerżuma (Rabat)       |         |
| Rabat                  | Kaplica                         | Niepokalanego Poczęcia Matki Bożej (Tas-Settifika)        | St Augustine Street (Triq Sant’ Wistin)                               | rzymskokatolickie                                                                          |                                 |                                                                                      |         |
| Rabat                  | Kościół                         | św. Józefa                                                | St Joseph Street (Triq San Ġużepp)                                    | rzymskokatolickie                                                                          |                                 |                                                                                      |         |
| Rabat                  | Kościół                         | św. Leonarda                                              | Annunciation Street (Triq il-Lunzjata)                                | rzymskokatolickie                                                                          |                                 | Kościół św. Leonarda w Rabacie                                                       |         |
| Rabat                  | Kościół                         | św. Łukasza                                               | Nigret Street (Triq in-Nigret)                                        | rzymskokatolickie                                                                          | 18 października                 |                                                                                      |         |
| Rabat                  | Kościół                         | Mater Admirabilis                                         | Archbishop’s Seminary                                                 | rzymskokatolickie                                                                          |                                 |                                                                                      |         |
| Rabat                  | Kościół                         | św. Marka                                                 | St Augustine Street (Triq Sant’ Wistin)                               | rzymskokatolickie                                                                          | 25 kwietnia                     | Kościół św. Marka w Rabacie                                                          |         |
| Rabat                  | Kościół                         | św. Marcina z Tours                                       | Triq Patri Tumas Xerri, Baħrija                                       | rzymskokatolickie                                                                          | niedziela po 11 listopada       | Kościół św. Marcina w Baħriji                                                        |         |
| Rabat                  | Kaplica                         | św. Marcina z Tours                                       | Trejqet it-Tin, Baħrija                                               | rzymskokatolickie                                                                          | niedziela po 11 listopada       | Kaplica św. Marcina w Baħriji                                                        |         |
| Rabat                  | Kaplica                         | św. Marii Magdaleny (Tan-Niedma)                          | Republic Street (Triq ir-Repubblika)                                  | rzymskokatolickie                                                                          |                                 |                                                                                      |         |
| Rabat                  | Kościół                         | Matki Bożej (St Mary of Jesus)                            | St. Paul Street (Triq San Pawl)                                       | rzymskokatolickie                                                                          |                                 | Kościół Narodzenia Najświętszej Maryi Panny w Rabacie                                |         |
| Rabat                  | Kaplica                         | św. Michała Archanioła (Is-Sanċir)                        | Ġnien is-Sultan                                                       | rzymskokatolickie                                                                          |                                 | Kaplica św. Michała Is-Sanċir w Rabacie                                              |         |
| Rabat                  | Kościół                         | Matki Kościoła                                            | Emmanuele Vitale Street (Triq Emmanuele Vitale)                       | rzymskokatolickie                                                                          |                                 |                                                                                      |         |
| Rabat                  | Kaplica                         | Narodzenia Matki Bożej (Ta’ Casha)                        | St Rita Street (Triq Santa Rita)                                      | rzymskokatolickie                                                                          | 8 września                      | Kaplica Narodzenia Najświętszej Maryi Panny „Ta’ Casha” w Rabacie                    |         |
| Rabat                  | Kaplica                         | Narodzenia Matki Bożej (Tas-Salib)                        | Ghajn Qajjet Street (Triq Ghajn Qajjet)                               | rzymskokatolickie                                                                          |                                 |                                                                                      |         |
| Rabat                  | Kaplica                         | Narodzenia Matki Bożej i św. Mikołaja                     | Bir ir-Riebu Street (Triq Triq Bir ir-Riebu)                          | rzymskokatolickie                                                                          |                                 |                                                                                      |         |
| Rabat                  | Kościół                         | św. Mikołaja Ta’ Saura                                    | Nikol Saura Street (Triq Nikol Saura)                                 | rzymskokatolickie                                                                          |                                 |                                                                                      |         |
| Rabat                  | Kościół                         | Matki Boskiej z Groty (Our Lady of the Grotto)            | St. Domenic Square (Misraħ San Duminku)                               | rzymskokatolickie                                                                          |                                 |                                                                                      |         |
| Rabat                  | Kościół                         | św. Publiusza                                             | College Street (Triq il-Kulleġġ)                                      | rzymskokatolickie                                                                          |                                 |                                                                                      |         |
| Rabat                  | Kaplica                         | św. Sebastiana                                            | Nikol Saura Street (Triq Nikol Saura)                                 | rzymskokatolickie                                                                          |                                 |                                                                                      |         |
| Safi                   | Kaplica                         | Wniebowzięcia Matki Bożej                                 | St. Mary Street (Triq Santa Marija)                                   | rzymskokatolickie                                                                          |                                 | Kościół Wniebowzięcia Najświętszej Maryi Panny w Safi                                |         |
| St. Julian’s           | Kościół                         | św. Klary                                                 | Regional Road (Triq Mikiel Anton Vassalli)                            | rzymskokatolickie                                                                          |                                 |                                                                                      |         |
| St. Julian’s           | Kościół                         | Niepokalanego Poczęcia Matki Bożej                        | St George Street (Triq San Ġorġ)                                      | rzymskokatolickie                                                                          |                                 | Kościół Niepokalanego Poczęcia Najświętszej Maryi Panny w St. Julian’s               |         |
| St. Julian’s           | Kościół                         | św. Juliana Ta’ Lapsi                                     | Lapsi Street (Triq Lapsi)                                             | rzymskokatolickie                                                                          |                                 |                                                                                      |         |
| St. Julian’s           | Kościół                         | The Millennium Chapel                                     | Church Street (Triq il-Knisja), Paceville                             | rzymskokatolickie                                                                          |                                 |                                                                                      |         |
| St. Julian’s           | Kościół                         | Matki Bożej Dobrej Rady                                   | Church Street (Triq il-Knisja), Paceville                             | rzymskokatolickie                                                                          |                                 |                                                                                      |         |
| St. Julian’s           | Kościół                         | św. Rity                                                  | Sqaq Lourdes Paceville                                                | rzymskokatolickie                                                                          |                                 |                                                                                      |         |
| San Ġwann              | Kościół                         | Zwiastowania i św. Leonarda                               | Sanctuary Street (Triq is-Santwarju), Tal-Mensija                     | rzymskokatolickie                                                                          |                                 | Sanktuarium Matki Bożej „Tal-Mensija” w San Ġwann                                    |         |
| San Ġwann              | Kaplica                         | Świętej Rodziny                                           | Alessju Xuereb Street (Triq Alessju Xuereb), Ta’ Żwejt                | rzymskokatolickie                                                                          |                                 |                                                                                      |         |
| San Ġwann              | Kaplica                         | św. Jana Chrzciciela Tal-Għargħar                         | San Gwann tal-Gharghar Street (Triq San Gwann tal-Gharghar)           | rzymskokatolickie                                                                          |                                 | Kaplica św. Jana Chrzciciela "Tal-Għargħar" w San Ġwann                              |         |
| San Ġwann              | Kaplica                         | św. Łazarza z Betanii                                     | Castello Lanzun, Sanctuary Street (Triq is-Santwarju), Tal-Mensija    | rzymskokatolickie                                                                          |                                 |                                                                                      |         |
| San Ġwann              | Kaplica                         | św. Małgorzaty                                            | Chapel Street (Triq il-Kappella)                                      | rzymskokatolickie                                                                          |                                 | Kaplica św. Małgorzaty w San Ġwann                                                   |         |
| San Ġwann              | Kaplica                         | św. Filipa i św. Jakuba Mniejszego                        | Prepostu Street (Triq tal-Prepostu), Tal-Balal                        | rzymskokatolickie                                                                          |                                 | Kaplica św. Filipa i św. Jakuba w San Ġwann                                          |         |
| San Lawrenz            | Kaplica                         | św. Anny                                                  | Dwejra                                                                | rzymskokatolickie                                                                          | 26 lipca                        |                                                                                      |         |
| San Pawl il-Baħar      | Kościół                         | św. Anny                                                  | L-Imbordin/teren Pwales Valley                                        | rzymskokatolickie                                                                          | 26 lipca                        | Kościół św. Anny w Pwales (Saint Paul’s Bay)                                         |         |
| San Pawl il-Baħar      | Kaplica                         | Zwiastowania                                              | Catacombs Street, Salina, Burmarrad                                   | rzymskokatolickie                                                                          |                                 |                                                                                      |         |
| San Pawl il-Baħar      | Kaplica                         | św. Jerzego                                               | Madonna Street (Triq il-Madonna), Wardija                             | rzymskokatolickie                                                                          |                                 |                                                                                      |         |
| San Pawl il-Baħar      | Kaplica                         | Niepokalanego Poczęcia Matki Bożej                        | Wied Qannotta, Wardija                                                | rzymskokatolickie                                                                          | 8 grudnia                       | Kaplica Niepokalanego Poczęcia Najświętszej Maryi Panny w Wardiji (Saint Paul’s Bay) |         |
| San Pawl il-Baħar      | Kaplica                         | św. Jana Chrzciciela Tal-Hereb                            | Wardija                                                               | rzymskokatolickie                                                                          |                                 |                                                                                      |         |
| San Pawl il-Baħar      | Kościół                         | św. Józefa Robotnika                                      | Xemxija Hill (Telgħat ix-Xemxija), Xemxija                            | rzymskokatolickie                                                                          |                                 |                                                                                      |         |
| San Pawl il-Baħar      | Kaplica                         | św. Józefa                                                | Dawret il-Qawra, Qawra                                                | rzymskokatolickie                                                                          |                                 |                                                                                      |         |
| San Pawl il-Baħar      | Kaplica                         | św. Małgorzaty                                            | Burmarrad Street (Triq Burmarrad), Burmarrad                          | rzymskokatolickie                                                                          |                                 | Kaplica św. Małgorzaty w Burmarrad (Saint Paul’s Bay)                                |         |
| San Pawl il-Baħar      | Kościół                         | św. Maksymiliana Kolbe                                    | St Simon Street, Buġibba                                              | rzymskokatolickie                                                                          |                                 |                                                                                      |         |
| San Pawl il-Baħar      | Kaplica                         | św. Michała Archanioła                                    | Salina area Burmarrad                                                 | rzymskokatolickie                                                                          |                                 |                                                                                      |         |
| San Pawl il-Baħar      | Kaplica                         | św. Marcin z Tours Grotto                                 | St Martin’s Grotto, Wardija                                           | rzymskokatolickie                                                                          |                                 |                                                                                      |         |
| San Pawl il-Baħar      | Kaplica                         | św. Marcin z Tours                                        | Wardija                                                               | rzymskokatolickie                                                                          |                                 |                                                                                      |         |
| San Pawl il-Baħar      | Kaplica                         | Matki Bożej Opuszczonych (Our Lady of the Forsaken)       | Wardija                                                               | rzymskokatolickie                                                                          |                                 |                                                                                      |         |
| San Pawl il-Baħar      | Kaplica                         | Matki Bożej Łaskawej Tal-Abbandunati                      | Madonna Street (Triq il-Madonna), Wardija                             | rzymskokatolickie                                                                          |                                 | Kościół Matki Bożej Łaskawej "Ta’ l-Abbandunati" w Saint Paul’s Bay                  |         |
| San Pawl il-Baħar      | Kaplica                         | Matki Bożej Łaskawej Tal-Imrieha                          | Wardija                                                               | rzymskokatolickie                                                                          |                                 |                                                                                      |         |
| San Pawl il-Baħar      | Kościół                         | Matki Bożej z Góry Karmel                                 | St Paul Street (Triq San Pawl)                                        | rzymskokatolickie                                                                          | 16 lipca                        | Kościół Matki Bożej z Góry Karmel w Saint Paul’s Bay                                 |         |
| San Pawl il-Baħar      | Kościół                         | Matki Bożej Biednych                                      | Wardija                                                               | rzymskokatolickie                                                                          |                                 |                                                                                      |         |
| San Pawl il-Baħar      | Kościół                         | św. Pawła Rozbitka                                        | Dawret il-Gzejjer, Gillieru Pier                                      | rzymskokatolickie                                                                          |                                 | Kościół św. Pawła Rozbitka w Saint Paul’s Bay                                        |         |
| San Pawl il-Baħar      | Kaplica                         | św. Pawła Milqi                                           | Triq San Pawl Milqi, Burmarrad                                        | rzymskokatolickie                                                                          | 10 marca                        | Kaplica San Pawl Milqi w Burmarrad (Saint Paul’s Bay)                                |         |
| San Pawl il-Baħar      | Kaplica                         | św. Szymona Apostoła                                      | Wardija                                                               | rzymskokatolickie                                                                          |                                 | Kaplica św. Szymona w Wardiji (Saint Paul’s Bay)                                     |         |
| Santa Venera           | Kościół                         | św. Józefa                                                | St Joseph Street (Triq San Ġużepp)                                    | rzymskokatolickie                                                                          |                                 | Kościół św. Józefa w Santa Venera                                                    |         |
| Santa Venera           | Kościół                         | Matki Bożej Różańcowej                                    | St Joseph Street (Triq San Ġużepp)                                    | rzymskokatolickie                                                                          |                                 |                                                                                      |         |
| Santa Venera           | Kościół                         | Najświętszego Serca Jezusa                                | St Joseph Street (Triq San Ġużepp)                                    | rzymskokatolickie                                                                          |                                 |                                                                                      |         |
| Santa Venera           | Kościół                         | św. Wenerandy (Old Parish Church)                         | St Venera Square (Pjazza Santa Venera)                                | rzymskokatolickie                                                                          |                                 | Stary kościół parafialny w Santa Venera                                              |         |
| Santa Venera           | Kaplica                         | św. Wincentego                                            | Vincenzo Bugeja Conservatory                                          | rzymskokatolickie                                                                          |                                 |                                                                                      |         |
| Siġġiewi               | Kaplica                         | Zwiastowania                                              | Moghdija tal-Għolja, Gholja tas-Saliba                                | rzymskokatolickie                                                                          | 25 kwietnia                     | Kaplica Zwiastowania „Tal-Għolja” w Siġġiewi                                         |         |
| Siġġiewi               | Kaplica                         | Zwiastowania                                              | Ġebel Ciantar, Fawwara                                                | rzymskokatolickie                                                                          |                                 |                                                                                      |         |
| Siġġiewi               | Kościół                         | Wniebowzięcia Matki Bożej Ta’ Ċwerra                      | St Nicholas Square (Pjazza San Nikola)                                | rzymskokatolickie                                                                          |                                 |                                                                                      |         |
| Siġġiewi               | Kaplica                         | Wniebowzięcia Matki Bożej                                 | Ħax-Xluq                                                              | rzymskokatolickie                                                                          | niedziela po 15 sierpnia        | Kościół Wniebowzięcia Najświętszej Maryi Panny „Ħal-Xluq” w Siġġiewi                 |         |
| Siġġiewi               | Kaplica                         | św. Błażej                                                | Bishop’s Valley (Wied l-Isqof)                                        | rzymskokatolickie                                                                          |                                 | Kościół św. Błażeja w Siġġiewi                                                       |         |
| Siġġiewi               | Kaplica                         | św. Karola Boromeusza                                     | Girgenti Palace                                                       | rzymskokatolickie                                                                          |                                 |                                                                                      |         |
| Siġġiewi               | Kaplica                         | Świętej Rodziny Oratory                                   | New Street (Triq il-Gdida)                                            | rzymskokatolickie                                                                          |                                 |                                                                                      |         |
| Siġġiewi               | Kościół                         | Trójcy Świętej                                            | Nikolo Baldacchino Street (Triq Nikolo Baldacchino)                   | rzymskokatolickie                                                                          |                                 |                                                                                      |         |
| Siġġiewi               | Kościół                         | św. Jana Chrzciciela                                      | Pjazza San Nikola                                                     | rzymskokatolickie                                                                          | ostatnia niedziela sierpnia     | Kaplica św. Jana Chrzciciela w Siġġiewi                                              |         |
| Siġġiewi               | Kaplica                         | św. Mikołaja i św. Łucji                                  | Triq il-Buskett                                                       | rzymskokatolickie                                                                          | 8 grudnia 13 grudnia            | Kaplica św. Mikołaja i św. Łucji w Buskett (Siggiewi)                                |         |
| Siġġiewi               | Kaplica                         | św. Małgorzaty                                            | St Margaret Street (Triq Santa Margerita)                             | rzymskokatolickie                                                                          |                                 |                                                                                      |         |
| Siġġiewi               | Kaplica                         | św. Marka                                                 | Triq il-Kbira                                                         | rzymskokatolickie                                                                          | 25 kwietnia                     |                                                                                      |         |
| Siġġiewi               | Kaplica                         | św. Mikołaja                                              | Tal-Merħla w Ħal Niklusi                                              | rzymskokatolickie                                                                          |                                 |                                                                                      |         |
| Siġġiewi               | Kaplica                         | Matki Bożej z Góry Karmel                                 | Fawwara                                                               | rzymskokatolickie                                                                          |                                 | Kościół Matki Bożej z Góry Karmel w Siġġiewi                                         |         |
| Siġġiewi               | Kościół                         | Matki Bożej Boskiej Opatrzności (Our Lady of Providence)  | Providence Street (Triq il-Providenza)                                | rzymskokatolickie                                                                          | 1. niedziela września           | Kościół Matki Bożej Boskiej Opatrzności w Siġġiewi                                   |         |
| Siġġiewi               | Kościół                         | Matki Bożej Boskiej Opatrzności                           | Dar tal-Providenza (Dom Opatrzności Bożej)                            | rzymskokatolickie                                                                          |                                 |                                                                                      |         |
| Sliema                 | Kościół                         | św. Ignacego Loyoli                                       | College Street (Triq il-Kulleġġ)                                      | rzymskokatolickie                                                                          |                                 |                                                                                      |         |
| Sliema                 | Kościół                         | Jezus moją Opoką (Jesus my Rock)                          | Dun Pawl Vella Street                                                 | rzymskokatolickie                                                                          |                                 |                                                                                      |         |
| Sliema                 | Kościół                         | św. Jana Bosko                                            | St John Bosco Street (Triq San Ġwann Bosco)                           | rzymskokatolickie                                                                          |                                 |                                                                                      |         |
| Sliema                 | Kościół                         | Świętej Rodziny                                           | Karm Galea Street (Triq Karm Galea)                                   | rzymskokatolickie                                                                          |                                 |                                                                                      |         |
| Sliema                 | Kościół                         | Trójcy Świętej                                            | Rudolph Street (Triq Rodolfu)                                         | anglikańskie                                                                               |                                 | Kościół Świętej Trójcy w Sliemie                                                     |         |
| Sliema                 | Kościół                         | Matki Bożej Łaskawej                                      | Main Street (Triq il-Kbira)                                           | rzymskokatolickie                                                                          |                                 | Kościół Matki Bożej Łaskawej w Sliemie                                               |         |
| Sliema                 | Kościół - zdesakralizowany      | św. Łukasza Kaplica Garnizonowa                           | Tigné Point                                                           | poprzednio anglikańskie                                                                    |                                 | Kaplica garnizonowa św. Łukasza w Sliemie                                            |         |
| Sliema                 | Kościół                         | św. Patryka                                               | St John Bosco Street (Triq San Ġwann Bosco)                           | rzymskokatolickie                                                                          | 17 marca                        |                                                                                      |         |
| Swieqi                 | Kaplica                         | św. Marii Magdaleny                                       | Madliena                                                              | rzymskokatolickie                                                                          |                                 |                                                                                      |         |
| Tarxien                | Kościół                         | Wniebowzięcia Matki Bożej                                 | St Mary Street (Triq Santa Marija)                                    | rzymskokatolickie                                                                          |                                 | Kościół Wniebowzięcia Najświętszej Maryi Panny w Tarxien                             |         |
| Tarxien                | Kościół                         | św. Bartłomieja                                           | Main Street (Triq il-Kbira)                                           | rzymskokatolickie                                                                          | 24 sierpnia                     | Kościół św. Bartłomieja w Tarxien                                                    |         |
| Tarxien                | Kościół                         | św. Józefa i Niepokalanego Poczęcia Matki Bożej           | Triq Hal Tarxien                                                      | rzymskokatolickie                                                                          |                                 | Kościół św. Józefa w Tarxien                                                         |         |
| Tarxien                | Kościół                         | św. Mikołaja z Tolentino                                  | Lampuka Street (Triq il-Lampuka)                                      | rzymskokatolickie                                                                          |                                 |                                                                                      |         |
| Valletta               | Chapel                          | św. Anny                                                  | W umocnieniach fortu Saint Elmo                                       | rzymskokatolickie                                                                          |                                 |                                                                                      |         |
| Valletta               | Kościół                         | św. Anny                                                  | Fort Saint Elmo (dziedziniec)                                         | rzymskokatolickie                                                                          |                                 |                                                                                      |         |
| Valletta               | Kościół                         | św. Barbary                                               | Republic Street (Triq ir-Repubblika)                                  | rzymskokatolickie                                                                          |                                 | Kościół św. Barbary w Valletcie                                                      |         |
| Valletta               | Kościół                         | św. Katarzyny                                             | South Street (Triq in-Nofsinhar)                                      | rzymskokatolickie                                                                          | 25 listopada                    | Kościół św. Katarzyny Aleksandryjskiej w Valletcie                                   |         |
| Valletta               | Kościół                         | Chrystusa Odkupiciela                                     | St Christopher Street (Triq San Kristofru)                            | rzymskokatolickie                                                                          |                                 | Kościół Chrystusa Odkupiciela w Valletcie                                            |         |
| Valletta               | Kościół                         | Obrzezania Pańskiego                                      | Merchant Street (Triq il-Merkanti)                                    | rzymskokatolickie                                                                          |                                 | Kościół Jezuitów w Valletcie                                                         |         |
| Valletta               | Kościół                         | św. Andrzeja                                              | South Street/Old Bakery Street (Triq Nofsinhar/Triq l-Ifran)          | prezbiteriańskie (Kościół Szkocji) metodystyczne (Kościół Metodystyczny Wielkiej Brytanii) |                                 | Kościół św. Andrzeja w Valletcie                                                     |         |
| Valletta               | Kościół                         | św. Franciszka z Asyżu                                    | Republic Street (Triq ir-Repubblika)                                  | rzymskokatolickie                                                                          |                                 | Kościół św. Franciszka z Asyżu w Valletcie                                           |         |
| Valletta               | Kościół                         | św. Jerzego                                               | Merchant Street (Triq il-Merkanti)                                    | prawosławne (Patriarchat Konstantynopolitański)                                            |                                 | Kościół św. Jerzego w Valletcie                                                      |         |
| Valletta               | Kościół - zdesakralizowany      | św. Jerzego                                               | Castille Square (Pjazza Kastilja)                                     | Poprzednio anglikańskie                                                                    |                                 |                                                                                      |         |
| Valletta               | Kościół                         | św. Jakuba Większego                                      | Merchant Street (Triq il-Merkanti)                                    | rzymskokatolickie                                                                          | 25 lipca                        | Kościół św. Jakuba w Valletcie                                                       |         |
| Valletta               | Kaplica                         | św. Łucji                                                 | East Street (Triq il-Lvant)                                           | rzymskokatolickie                                                                          | 13 grudnia                      | Kościół św. Łucji w Valletcie                                                        |         |
| Valletta               | Kościół                         | Najświętszej Maryi Panny                                  | St John Street (Triq San Ġwann)                                       | rzymskokatolickie                                                                          |                                 | Kościół Najświętszej Marii Panny w Valletcie                                         |         |
| Valletta               | Kościół                         | św. Marii Magdaleny                                       | Merchant Street/ North Street (Triq il-Merkanti/Triq it-Tramuntana)   | rzymskokatolickie                                                                          |                                 | Kościół św. Marii Magdaleny w Valletcie                                              |         |
| Valletta               | Kościół                         | św. Mikołaja                                              | Merchant Street (Triq il-Merkanti)                                    | Grecki Kościół katolicki, rzymskokatolickie, Serbski Kościół Prawosławny                   | 6 grudnia                       | Kościół św. Mikołaja w Valletcie                                                     |         |
| Valletta               | Kościół                         | Matki Bożej z Damaszku                                    | Archbishop Street (Triq l-Arċisqof)                                   | Grecki Kościół katolicki                                                                   |                                 | Kościół Matki Bożej z Damaszku w Valletcie                                           |         |
| Valletta               | Kościół                         | Matki Bożej z Liesse                                      | Quarry Wharf (Xatt il-Barrieri)                                       | rzymskokatolickie                                                                          | maj                             | Kościół Matki Bożej z Liesse w Valletcie                                             |         |
| Valletta               | Kościół                         | Matki Bożej z Pilar                                       | West Street (Triq il-Punent)                                          | rzymskokatolickie                                                                          |                                 | Kościół Matki Bożej z Pilar w Valletcie                                              |         |
| Valletta               | Kościół                         | Matki Bożej Zwycięskiej (Our Lady of Victories)           | Victory Square (Pjazza Vitorja)                                       | rzymskokatolickie                                                                          | 8 września                      | Kościół Matki Bożej Zwycięskiej w Valletcie                                          |         |
| Valletta               | Kościół                         | Ofiarowania Matki Bożej (St Catherine’s)                  | Republic Street (Triq ir-Repubblika)                                  | rzymskokatolickie                                                                          |                                 |                                                                                      |         |
| Valletta               | Kościół                         | św. Rocha                                                 | St Ursula Street (Triq Sant’ Ursula)                                  | rzymskokatolickie, Rumuński Kościół Prawosławny                                            |                                 | Kościół św. Rocha w Valletcie                                                        |         |
| Valletta               | Kościół                         | św. Urszuli                                               | St Ursula Street (Triq Sant’ Ursula)                                  | rzymskokatolickie                                                                          |                                 |                                                                                      |         |
| Victoria               | Kaplica                         | Zwiastowania                                              | Lunzjata Valley (Wied il-Lunzjata)                                    | rzymskokatolickie                                                                          | 25 marca                        | Kaplica Zwiastowania w Victorii                                                      |         |
| Victoria               | Kościół                         | św. Augustyna                                             | St. Augustine Square (Pjazza Santu Wistin)                            | rzymskokatolickie                                                                          | 28 sierpnia                     | Kościół św. Augustyna w Victorii                                                     |         |
| Victoria               | Kaplica                         | św. Barbary                                               | Citadel                                                               | rzymskokatolickie                                                                          | 4 grudnia                       | kościół św. Barbary w Victorii (Malta)                                               |         |
| Victoria               | Kościół - niekonsekrowany       | św. Benedykta Józefa Labre                                | Fortunato Mizzi Street (Triq Fortunato Mizzi)                         |                                                                                            |                                 |                                                                                      |         |
| Victoria               | Kościół                         | Cana Movement                                             | Fortunato Mizzi Street (Triq Fortunato Mizzi)                         | rzymskokatolickie                                                                          |                                 |                                                                                      |         |
| Victoria               | Kościół                         | św. Franciszka z Asyżu                                    | St Francis Square (Pjazza San Franġisk)                               | rzymskokatolickie                                                                          | 4 października                  | kościół św. Franciszka w Victorii                                                    |         |
| Victoria               | Kościół                         | Chrystusa Dobrego Pasterza                                | 31 March Street (Triq 31 ta’ Marzu)                                   | rzymskokatolickie                                                                          |                                 |                                                                                      |         |
| Victoria               | Kaplica                         | Świętej Rodziny                                           | Szpital Tal-Ibraġġ                                                    | rzymskokatolickie                                                                          |                                 |                                                                                      |         |
| Victoria               | Kościół                         | Niepokalanego Poczęcia Matki Bożej (Seminary)             | Enrico Mizzi Street (Triq Enrico Mizzi)                               | rzymskokatolickie                                                                          |                                 |                                                                                      |         |
| Victoria               | Kościół                         | Niepokalanego Serca Matki Bożej                           | Palm Street (Triq Palma)                                              | rzymskokatolickie                                                                          |                                 |                                                                                      |         |
| Victoria               | Kościół                         | św. Jakuba Apostoła                                       | Independence Square (Pjazza Indipendenza)                             | rzymskokatolickie                                                                          | 25 lipca                        | Kościół św. Jakuba w Victorii                                                        |         |
| Victoria               | Kaplica                         | św. Józefa                                                | Citadel                                                               | rzymskokatolickie                                                                          |                                 | Kościół św. Józefa w Victorii (Malta)                                                |         |
| Victoria               | Kaplica                         | św. Marty Tal-Għonq                                       | Archbishop Pietru Pace Street (Triq l-Arcisqof Pietru Pace)           | rzymskokatolickie                                                                          |                                 | kościół św. Marty w Victorii                                                         |         |
| Victoria               | Kościół                         | Matki Bożej Wspomożycielki Wiernych St John Bosco         | Don Bosco Oratory, St Augustine Square                                | rzymskokatolickie                                                                          | Ostatnia niedziela stycznia     |                                                                                      |         |
| Victoria               | Kaplica                         | Matki Bożej Wspomożycielki Wiernych                       | Republic Street (Triq ir-Repubblika)                                  | rzymskokatolickie                                                                          |                                 |                                                                                      |         |
| Victoria               | Kaplica                         | Nazareth                                                  | St Domenica Street (Triq Santa Duminka)                               | rzymskokatolickie                                                                          |                                 |                                                                                      |         |
| Victoria               | Kościół                         | Narodzenia Matki Bożej Ta’ Savina                         | Savina Square (Pjazza Savina)                                         | rzymskokatolickie                                                                          |                                 | Kościół Narodzenia Matki Bożej „Ta’ Savina”                                          |         |
| Victoria               | Kościół                         | Matki Bożej Łaskawej                                      | Capuchines Road (Triq il-Kapuċċini)                                   | rzymskokatolickie                                                                          | Niedziela po 8 września         |                                                                                      |         |
| Victoria               | Kościół                         | Matki Bożej z Manresy                                     | St Domenica Street (Triq Santa Duminka)                               | rzymskokatolickie                                                                          |                                 | kaplica Matki Bożej z Manresy w Victorii                                             |         |
| Victoria               | Kościół                         | Matki Bożej Pompejańskiej                                 | Anton Tabone Street (Triq Anton Tabone)                               | rzymskokatolickie                                                                          | 8 maja                          | Kościół Matki Bożej Pompejańskiej w Victorii (Malta)                                 |         |
| Victoria               | Kościół                         | Najświętszego Serca Jezusa                                | Gozo General Hospital                                                 | rzymskokatolickie                                                                          |                                 |                                                                                      |         |
| Xagħra                 | Kaplica                         | św. Antoniego Opata                                       | St Anthony Street (Triq San Anton)                                    | rzymskokatolickie                                                                          | 17 stycznia                     | Kościół św. Antoniego Opata w Xagħrze                                                |         |
| Xagħra                 | Kościół                         | Jezusa z Nazaretu                                         | Gnien Xibla Street (Triq Gnien Xibla)                                 | rzymskokatolickie                                                                          |                                 |                                                                                      |         |
| Xewkija                | Kaplica                         | Matki Bożej Miłosierdzia                                  | St Bartholomew Street (Triq San Bert)                                 | rzymskokatolickie                                                                          | 24 sierpnia                     | Kościół Matki Bożej Miłosierdzia w Xewkiji                                           |         |
| Xewkija                | Kościół                         | Matki Bożej z Góry Karmel Ta’ Ħamet                       | Ta’ Ħamet Street (Triq Ta’ Ħamet)                                     | rzymskokatolickie                                                                          |                                 | Kościół Matki Bożej z Góry Karmel „Ta’ Ħamet” w Xewkiji                              |         |
| Żabbar                 | Kaplica                         | św. Andrzeja                                              | Alessio Erardi Street (Triq Alessio Erardi)                           | rzymskokatolickie                                                                          |                                 | Kaplica św. Andrzeja w Żabbar                                                        |         |
| Żabbar                 | Kościół                         | Zwiastowania                                              | Main Street (Triq il-Kbira)                                           | rzymskokatolickie                                                                          |                                 | Kościół Zwiastowania Pańskiego w Żabbar                                              |         |
| Żabbar                 | Kościół                         | Wniebowzięcia Matki Bożej Tal-Indirizz                    | St Mary’s Street (Triq Santa Marija)                                  | rzymskokatolickie                                                                          | 15 sierpnia                     | Kościół Wniebowzięcia Najświętszej Maryi Panny w Żabbar                              |         |
| Żabbar                 | Kaplica                         | św. Dominiki                                              | Alessio Erardi Street (Triq Alessio Erardi)                           | rzymskokatolickie                                                                          |                                 | Kaplica św. Dominiki w Żabbar                                                        |         |
| Żabbar Xgħajra         | Kościół                         | św. Jakuba Apostoła (Pod zarządem parafii w Żabbar)       | Church Street (Triq il-Knisja)                                        | rzymskokatolickie                                                                          |                                 |                                                                                      |         |
| Żabbar                 | Kaplica                         | Krzyża Świętego                                           | Alessio Erardi Street (Triq Alessio Erardi)                           | rzymskokatolickie                                                                          |                                 |                                                                                      |         |
| Żabbar                 | Kościół                         | św. Józefa                                                | Hompesch Arch Road (Triq il-Mina ta’ Hompesch)                        | rzymskokatolickie                                                                          |                                 |                                                                                      |         |
| Żabbar                 | Kaplica                         | św. Leonarda                                              | St Leonard Street (Triq San Annard)                                   | rzymskokatolickie                                                                          |                                 |                                                                                      |         |
| Żabbar                 | Kościół                         | Narodzenia Matki Bożej                                    | Qoton Street (Triq il-Qoton)                                          | rzymskokatolickie                                                                          |                                 |                                                                                      |         |
| Żabbar                 | Kościół                         | Nazareth                                                  | Fewdu Street (Triq il-Fewdu)                                          | rzymskokatolickie                                                                          |                                 |                                                                                      |         |
| Żabbar                 | Kościół                         | św. Mikołaja                                              | St Leonard Street (Triq San Leonardu)                                 | rzymskokatolickie                                                                          |                                 | Kaplica św. Mikołaja w Żonqor                                                        |         |
| Żabbar                 | Kościół                         | Matki Bożej z Tal-Plier (Our Lady of Tal-Plier)           | Tal-Plier Zone                                                        | rzymskokatolickie                                                                          |                                 |                                                                                      |         |
| Żabbar                 | Kościół                         | Sióstr Urszulanek                                         | Main Street (Triq il-Kbira)                                           | rzymskokatolickie                                                                          |                                 |                                                                                      |         |
| Żebbuġ                 | Kaplica                         | Zwiastowania                                              | Main Street (Triq il-Kbira)                                           | rzymskokatolickie                                                                          |                                 | Kościół Zwiastowania Pańskiego w Żebbuġ                                              |         |
| Żebbuġ                 | Kaplica                         | Wniebowzięcia Matki Bożej                                 | St Mary Street (Triq Santa Marija), Ħal-Muxi                          | rzymskokatolickie                                                                          |                                 |                                                                                      | Center  |
| Żebbuġ                 | Kościół                         | Ħal Mula                                                  | Ħal Mula Street (Triq Ħal Mula)                                       | rzymskokatolickie                                                                          |                                 |                                                                                      |         |
| Żebbuġ                 | Kaplica                         | Niepokalanego Poczęcia Matki Bożej                        | Main Street (Triq il-Kbira)                                           | rzymskokatolickie                                                                          |                                 |                                                                                      |         |
| Żebbuġ                 | Kościół                         | św. Jakuba Apostoła                                       | 12 May Street (Triq it-12 ta’ Mejju)                                  | Koptyjski Kościół Ortodoksyjny                                                             |                                 |                                                                                      |         |
| Żebbuġ                 | Kościół                         | św. Józefa                                                | Hospital Square (Misrah l-Isptar)                                     | rzymskokatolickie                                                                          |                                 |                                                                                      |         |
| Żebbuġ                 | Kościół                         | Oratorium (Oratory)                                       | Church Street (Triq il-Knisja)                                        | rzymskokatolickie                                                                          |                                 |                                                                                      |         |
| Żebbuġ                 | Kościół                         | Matki Bożej Opuszczonych                                  | Madonna Street (Triq il-Madonna)                                      | rzymskokatolickie                                                                          |                                 |                                                                                      |         |
| Żebbuġ                 | Kościół                         | Matki Bożej Anielskiej                                    | Angels Street (Triq tal-Anġli)                                        | rzymskokatolickie                                                                          | 2 sierpnia                      | Kościół Matki Bożej Anielskiej w Żebbuġ                                              |         |
| Żebbuġ                 | Kościół                         | Matki Bożej Łaskawej                                      | Grace Street (Triq tal-Grazzja)                                       | rzymskokatolickie                                                                          |                                 |                                                                                      |         |
| Żebbuġ                 | Kaplica                         | Matki Bożej Światłości                                    | Light Street (Triq tad-Dawl)                                          | rzymskokatolickie                                                                          | 2. niedziela listopada          | Kościół Matki Bożej Światłości w Żebbuġ                                              |         |
| Żebbuġ                 | Kościół                         | Matki Boskiej Bolesnej                                    | Main Street (Triq il-Kbira)                                           | rzymskokatolickie                                                                          |                                 | Kościół Matki Boskiej Bolesnej w Żebbuġ                                              |         |
| Żebbuġ                 | Kościół                         | św. Rocha                                                 | Main Street (Triq il-Kbira)                                           | rzymskokatolickie                                                                          |                                 | Kaplica św. Rocha w Żebbuġ                                                           |         |
| Żebbuġ                 | Kościół                         | Najświętszego Serca Jezusa                                | Mdina Road (Triq l-Imdina)                                            | rzymskokatolickie                                                                          |                                 |                                                                                      |         |
| Żebbuġ                 | Kaplica                         | Nawiedzenia św. Elżbiety przez Maryję                     | Qirda Valley (Wied Qirda)                                             | rzymskokatolickie                                                                          |                                 | Kaplica Nawiedzenia Najświętszej Maryi Panny „Wied Qirda” w Żebbuġ                   |         |
| Żebbuġ (Gozo)          | Kościół                         | Maryi Gwiazdy Morza                                       | Mons G. De Piro Street (Triq Mons G. De Piro)                         | rzymskokatolickie                                                                          |                                 |                                                                                      |         |
| Żebbuġ (Gozo)          | Kościół                         | św. Pawła                                                 | Marsalforn                                                            | rzymskokatolickie                                                                          | styczeń                         | Kościół św. Pawła Rozbitka w Marsalforn (Żebbuġ)                                     |         |
| Żejtun                 | Kaplica                         | Wniebowzięcia Matki Bożej Ħal Tmin                        | Triq Wied iz-Ziju                                                     | rzymskokatolickie                                                                          |                                 | Kościół Wniebowzięcia Najświętszej Maryi Panny „Hal Tmin” w Żejtun                   |         |
| Żejtun                 | Kaplica                         | św. Anioł z Jerozolimy                                    | Carlo Diacono Square (Misraħ Karlu Diacono)                           | rzymskokatolickie                                                                          |                                 | Kaplica św. Anioła w Żejtun                                                          |         |
| Żejtun                 | Kościół                         | Najświętszego Sakramentu Oratory                          | Republic Square (Pjazza Repubblika)                                   | rzymskokatolickie                                                                          |                                 |                                                                                      |         |
| Żejtun                 | Kościół                         | św. Katarzyny św. Grzegorza (stary kościół parafialny)    | St. Gregory’s Street (Triq San Girgor), St. Gregory Estate            | rzymskokatolickie                                                                          | środa po Niedzieli Wielkanocnej | Stary kościół św. Katarzyny w Żejtun                                                 |         |
| Żejtun                 | Kaplica                         | św. Klemensa                                              | St Clement Street (Triq San Klement)                                  | rzymskokatolickie                                                                          |                                 | Kaplica św. Klemensa w Żejtun                                                        |         |
| Żejtun                 | Kościół                         | Ġebel San Martin                                          | Bishop F. Mattei street (Triq l-Isqof F. Mattei)                      | rzymskokatolickie                                                                          |                                 |                                                                                      |         |
| Żejtun                 | Kościół                         | Ducha Świętego                                            | Holy Spirit Street (Triq l-Spirtu s-Santu)                            | rzymskokatolickie                                                                          |                                 | Kościół Ducha Świętego w Żejtun                                                      |         |
| Żejtun                 | Kościół                         | Jezusa z Nazatetu                                         | St Gregory Street (Triq San Girgor)                                   | rzymskokatolickie                                                                          |                                 |                                                                                      |         |
| Żejtun                 | Kaplica                         | św. Mikołaja                                              | Xrobb l-Għagin Street (Triq Xrobb l-Għagin), Ħal-Ġinwi                | rzymskokatolickie                                                                          | 6 grudnia                       | Kaplica św. Mikołaja w Żejtun                                                        |         |
| Żejtun                 | Kościół                         | Matki Bożej Rodzącej (Tal-Ħlas)                           | St Mary Street (Triq Santa Marija)                                    | rzymskokatolickie                                                                          |                                 | Kościół Matki Bożej „Tal-Ħlas” w Żejtun                                              |         |
| Żejtun                 | Kaplica                         | Matki Bożej Dobrej Rady                                   | Bon Kunsill Street (Triq il-Bon Kunsill)                              | rzymskokatolickie                                                                          | 26 kwietnia                     | Kaplica Matki Bożej Dobrej Rady w Żejtun                                             |         |
| Żejtun                 | Kościół                         | Matki Bożej Miłosierdzia Tal-Ħniena                       | Our Lady of Mercy Street (Triq il-Madonna tal-Ħniena), Bir id-Deheb   | rzymskokatolickie                                                                          | wrzesień                        | Kościół Matki Bożej Miłosierdzia „Tal-Ħniena” w Żejtun                               |         |
| Żejtun                 | Kościół                         | Matki Bożej Najświętszego Serca Tas-Sinjura               | Our Lady of Mercy Street (Triq il-Madonna tal-Ħniena)                 | rzymskokatolickie                                                                          |                                 |                                                                                      |         |
| Żejtun                 | Kaplica                         | Przemienienia Pańskiego                                   | Saviour Street (Triq is-Salvatur)                                     | rzymskokatolickie                                                                          |                                 | Kaplica Zbawiciela w Żejtun                                                          |         |
| Żejtun                 | Kaplica                         | Żejtun Home                                               | Daħla ta’ San Tumas Street (Triq id-Daħla ta’ San Tumas)              | rzymskokatolickie                                                                          |                                 |                                                                                      |         |
| Żurrieq                | Kaplica                         | św. Agaty                                                 | St Agatha Street (Triq Sant’ Agata)                                   | rzymskokatolickie                                                                          | 5 lutego                        | Kaplica św. Agaty w Żurrieq                                                          |         |
| Żurrieq                | Kaplica                         | św. Andrzeja                                              | Żurrieq Street (Triq iż-Żurrieq)                                      | rzymskokatolickie                                                                          | 30 listopada                    | Kaplica św. Andrzeja w Żurrieq                                                       |         |
| Żurrieq                | Kaplica                         | Zwiastowania                                              | Żurrieq Street (Triq iż-Żurrieq), Ħal-Millieri                        | rzymskokatolickie                                                                          | 25 marca                        | Kaplica Zwiastowania Pańskiego w Żurrieq                                             |         |
| Żurrieq                | Kościół                         | Wniebowzięcia Matki Bożej                                 | St Mary Street (Triq Santa Marija), Bubaqra                           | rzymskokatolickie                                                                          | Niedziela po 15 sierpnia        | Kościół Wniebowzięcia Matki Bożej w Żurrieq                                          |         |
| Żurrieq                | Kaplica                         | św. Bartłomieja                                           | St Bartholomew Street (Triq San Bartilmew)                            | rzymskokatolickie                                                                          | 24 sierpnia                     | Kaplica św. Bartłomieja w Żurrieq                                                    |         |
| Żurrieq                | Kościół                         | Niepokalanego Poczęcia Matki Bożej                        | Immaculate Conception Street (Triq il-Kuncizzjoni), In-Nigret         | rzymskokatolickie                                                                          | 8 grudnia                       | Kościół Niepokalanego Poczęcia Najświętszej Maryi Panny w Żurrieq                    |         |
| Żurrieq                | Kościół                         | św. Jakuba Apostoła                                       | Main Street (Triq il-Kbira)                                           | rzymskokatolickie                                                                          | 25 lipca                        | Kościół św. Jakuba w Żurrieq                                                         |         |
| Żurrieq                | Kaplica                         | św. Jana Ewangelisty                                      | Żurrieq Street (Triq iż-Żurrieq), Ħal-Millieri                        | rzymskokatolickie                                                                          | 27 grudnia                      | Kaplica św. Jana w Żurrieq                                                           |         |
| Żurrieq                | Kościół                         | św. Jana XXIII Laboratorju tal-Paci                       | Ħal Far Street (Triq Ħal Far)                                         | rzymskokatolickie                                                                          |                                 |                                                                                      |         |
| Żurrieq                | Kaplica                         | św. Leona I                                               | Cmentarz w Żurrieq, Bubaqra                                           | rzymskokatolickie                                                                          |                                 | Kaplica św. Leona w Żurrieq                                                          |         |
| Żurrieq                | Kaplica                         | św. Łukasza                                               | St Luke Street (Triq San Luqa)                                        | rzymskokatolickie                                                                          |                                 | Kaplica św. Łukasza w Żurrieq                                                        |         |